# Luis Arce
Luis Alberto Arce Catacora (La Paz, 28 de setembro de 1963) também conhecido por Lucho, é um banqueiro, economista e político boliviano que ocupa o 67.º cargo de presidente da Bolívia desde 2020. Membro do Movimento para o Socialismo, foi anteriormente ministro das Finanças (mais tarde ministro da Economia e das Finanças Públicas) de 2006 a 2017 e em 2019.
Nascido em La Paz, Arce formou-se como economista na Universidade de Warwick. A sua carreira ao longo da vida na contabilidade do Banco Central da Bolívia levou o Presidente Evo Morales a nomeá-lo Ministro das Finanças em 2006. Durante mais de dez anos atuou como ministro, sendo o mais antigo de Morales, Arce foi aclamado como o arquiteto por detrás da transformação econômica da Bolívia, supervisionando a nacionalização da indústria de hidrocarbonetos do país, o rápido crescimento do PIB e a redução da pobreza. O seu mandato a frente do Ministério da Economia e das Finanças Públicas só terminou com o diagnóstico de um câncer nos rins, que o obrigou a abandonar o cargo para procurar tratamento prolongado no exterior. Após a sua recuperação, Arce foi reconduzido no cargo em janeiro de 2019, mas demitiu-se do cargo no mesmo ano, no meio da agitação social que o país enfrentou em outubro e novembro, culminando com a destituição de Morales como presidente pouco depois, devido a alegações de fraude eleitoral. Durante o governo interino de Jeanine Áñez, Arce procurou asilo no México e na Argentina, onde Morales, que havia sido impedido de concorrer novamente, o indicou como candidato presidencial do Movimento para o Socialismo nas eleições marcadas para 2020. Ao longo da campanha, Arce caracterizou-se como uma força moderadora, um defensor dos ideais socialistas do seu partido, mas não subserviente ao seu líder, Morales. Numa vitória substancial, Arce obteve cinquenta e cinco por cento do voto popular.
Com a posse em 8 de novembro de 2020, a presidência de Arce fez com que a Bolívia voltasse a alinhar-se, a nível interno e internacional, com a sua posição tradicional durante o governo de Morales e a afastar-se da guinada à direita que o governo de Áñez tinha adotado. No plano interno, o primeiro ano de mandato de Arce foi marcado por êxitos na luta contra a pandemia de COVID-19, graças à aquisição de vacinas junto de fontes russas e chinesas. O seu governo liderou um apelo internacional para que a indústria farmacêutica renunciasse às patentes de vacinas e medicamentos, a fim de permitir um maior acesso a estes produtos por parte dos países de baixos rendimentos. Embora tenha conseguido estabilizar a economia face à crise sanitária, a capacidade de Arce para conduzir o seu crescimento foi prejudicada por uma população hesitante em vacinar, o que prolongou as ramificações econômicas da pandemia. Um dos maiores desafios da administração de Arce foi a necessidade urgente de uma reforma judicial no país, que ele se comprometeu a resolver, mas que foi forçado a adiar em várias ocasiões.

## Começo de vida e carreira
Luís Alberto Arce Cataroca nasceu em 28 de setembro de 1963 na cidade de La Paz. Filho de Carlos Arce Gonzales e Olga Cataroca, ambos professores. Arce cresceu numa família de classe média, iniciando seus estudos em 1968 e se formando no ensino médio em 1980. Estudou no Instituto de Formação Bancária de La Paz, formando-se inicialmente como contabilista em 1984. Em 1991, obteve a licenciatura em economia pela Universidade Superior de San Andrés, antes de completar os seus estudos no exterior na Universidade de Warwick em Coventry, Reino Unido, onde se licenciou em 1997 com um mestrado em economia. Possui também doutorado honoris causa pela Universidade dos Andes (UNANDES) e pela Universidade Privada Franz Tamayo (UNIFRANZ) na Bolívia.
Arce passou a maior parte da sua vida como funcionário público, começando em 1987 no Banco Central da Bolívia, onde passou grande parte da sua carreira profissional. De 1992 a 2005, trabalhou na Direção de Operações Internacionais do Banco Central da Bolívia como Diretor Adjunto de Reservas. Arce também começou a trabalhar no meio acadêmico como professor de graduação e pós-graduação em várias universidades públicas e privadas bolivianas. Deu palestras em universidades na Europa, América do Norte e América do Sul, incluindo a Universidade de Columbia em Nova Iorque, a Universidade de Buenos Aires e a Universidade de Harvard.

## Ministro da Economia
Em 23 de janeiro de 2006, o Presidente Evo Morales nomeou Arce Ministro das Finanças. Três anos mais tarde, assumiu o comando do novo Ministério da Economia e Finanças Públicas. Alguns meios de comunicação bolivianos chamaram a Arce de o "arquiteto do ressurgimento econômico da Bolívia". Durante sua gestão a frente do Ministério da Economia e Finanças Públicas, supervisionou a nacionalização das empresas de hidrocarbonetos, telecomunicações e minas, bem como a criação do BancoSur. Supervisionou a rápida expansão da economia boliviana, com um aumento de 344% no PIB e uma redução dos índices de pobreza extrema de 38% para 15%
Em 2011, a revista American Economy Magazine classificou Arce como o 8º melhor ministro da economia da região, entre outros 18.

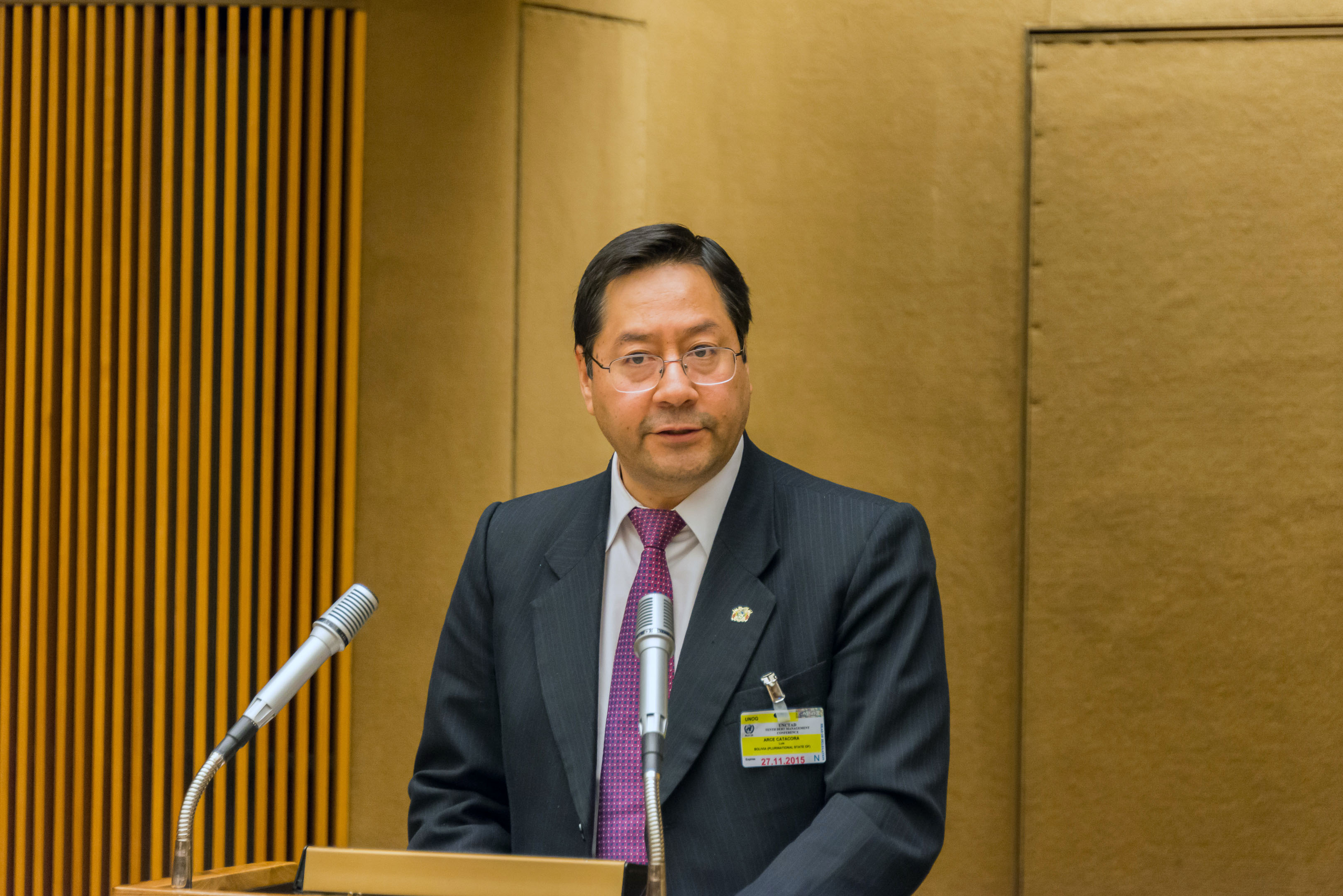
Arce discursando na abertura da 10ª Conferência sobre Gestão da Dívida da UNCTAD, em 23 de novembro de 2015.

Como ministro da economia, Arce manteve um perfil relativamente discreto. Christopher Sabatini, pesquisador sênior para a América Latina na Chatham House e fundador do Americas Quarterly, chamou Arce de “um dos poucos tecnocratas no MAS”. "Os meios de comunicação social bolivianos atribuem frequentemente a Arce o mérito de ter conduzido o país durante um período de crescimento econômico. As suas políticas foram importantes na redução da taxa de pobreza da Bolívia durante os seus mandatos e facilitaram um grande crescimento económico em resultado do aumento das exportações de gás.
Em 24 de junho de 2017, Arce foi forçado a deixar o seu cargo e viajar para o Brasil para se submeter a uma cirurgia para tratar um câncer grave nos rins, onde permaneceu durante um período de recuperação obrigatório, antes de regressar ao seu cargo de ministro da Economia em 23 de janeiro de 2019.

### Recondução ao cargo
No final de 2019, a Bolívia foi tomada por uma série de manifestações, marchas e protestos cada vez mais intensos, desencadeados por alegações de fraude eleitoral nas eleições presidenciais daquele ano. Durante esse período de instabilidade política, Arce foi forçado a anunciar a suspensão, por parte do governo, de vários benefícios sociais em algumas regiões, incluindo pensões de aposentados e vales escolares, devido às greves e bloqueios em curso, bem como à ocupação de escritórios nacionais de impostos e alfândegas. Após catorze dias de paralisações, Arce estimou que os prejuízos econômicos da crise estavam custando ao governo 12 milhões de dólares por dia, totalizando 167 milhões de dólares até 6 de novembro.
Em 10 de novembro, quatro dias depois, Arce apresentou sua demissão irrevogável ao Presidente, justificando que o “trabalho irresponsável do Órgão Eleitoral Plurinacional” o obrigava a demitir-se para “pacificar o país”. O então presidente Evo Morales também comunicou sua própria renúncia horas depois.
Pouco depois de se demitir, Arce procurou refúgio na Embaixada do México em La Paz, onde lhe foi concedido asilo pelo Governo mexicano. Dado o seu histórico clínico, o governo interino de Jeanine Áñez concedeu-lhe, juntamente com a sua mulher, um salvo-conduto para abandonar o país. No entanto, Arce denunciou ter sido perseguido pela polícia quando tentava embarcar no seu voo no aeroporto internacional de El Alto. Em 6 de dezembro, após uma breve escala em Lima, Arce chegou ao México, onde se juntou a outras autoridades exiladas, incluindo Morales.

## Campanha presidencial de 2020
Duas semanas após a destituição de Morales, o governo de transição convocou eleições gerais antecipadas. A legislação impedia os indivíduos eleitos nas duas últimas legislaturas constitucionais de apresentarem as suas candidaturas, uma cláusula que impedia explicitamente o retorno de Morales à presidência. Consequentemente, o MAS foi encarregado de escolher um novo candidato presidencial de entre as suas fileiras, um processo que teve lugar na Argentina. Em 19 de janeiro de 2020, a maioria dos mais de cinquenta delegados do partido elegeu Arce como candidato presidencial do MAS a partir de uma lista de quatro pré-candidatos. Entre os segundos classificados, o antigo ministro das relações exteriores David Choquehuanca que foi escolhido como companheiro de chapa de Arce. Morales garantiu que a “combinação entre colegas da cidade e colegas do campo [dará] continuidade a este processo de mudança”.

### Campanha
Uma semana após o anúncio da sua candidatura, Arce regressou do exílio, chegando ao Aeroporto Internacional de El Alto a 28 de janeiro. Apesar de o governo de Áñez ter garantido que Arce poderia realizar a sua campanha “com tranquilidade”, foi imediatamente intimado a depor perante o Ministério Público por alegadas irregularidades financeiras autorizadas por ele enquanto integrava o conselho de administração do Fundo Indígena. Embora o processo tenha sido suspenso por tempo indeterminado, Arce denunciou o caso como “perseguição política e assédio judicial”.
Alguns opositores do MAS acusaram Arce de ser um fantoche de Morales, acusação que negou veementemente. Durante a campanha, Arce procurou distanciar-se de Morales, tendo David Apaza, um dirigente do MAS em El Alto, afirmado: "Categoricamente, Evo não interferirá no governo do irmão Luis Arce... Acreditamos que o nosso camarada [Morales] deve descansar, enquanto o irmão Luis Arce assume a liderança". Arce reiterou que Morales “não terá nenhum papel no nosso governo”, embora continue a ser o presidente do partido.
A maioria das sondagens de opinião pública mostrava Arce com uma vantagem, mas não suficientemente grande para evitar um segundo turno em novembro. Na noite da eleição, os candidatos da direita, antes divididos, conseguiram consolidar-se parcialmente em torno do ex-presidente Carlos Mesa, uma vez que Áñez e o também ex-presidente Jorge Quiroga desistiram. Os primeiros resultados favoreceram Mesa, mas a contagem rápida dos votos, efetuada pela empresa de sondagens Ciesmori na manhã de 19 de outubro, indicou que Arce havia obtido 52,4% dos votos, o suficiente para vencer as eleições sem necessidade de um segundo turno. Arce e o seu partido declararam vitória, que Áñez confirmou no Twitter. Carlos Mesa, o opositor de Arce, reconheceu a derrota numa conferência de imprensa, afirmando que as contagens iniciais mostravam uma vitória “forte e clara” para Arce. A contagem final deu a Arce 55,1% dos votos e a Mesa 28,8%.

### Transição presidencial
Arce tornou-se oficialmente presidente eleito da Bolívia em 23 de outubro de 2020, após a conclusão da contagem oficial dos votos e o anúncio feito pelo Tribunal Eleitoral da Bolívia.
Na noite de 5 de novembro, o porta-voz do MAS, Sebastián Michel, denunciou um atentado contra o presidente eleito Arce. A declaração foi feita após a detonação de uma barra de dinamite na sede de campanha do partido, em La Paz. Embora Arce não tenha sofrido ferimentos, Michel destacou que ele ainda não havia recebido proteção do Estado.

## Presidência (2020–presente)

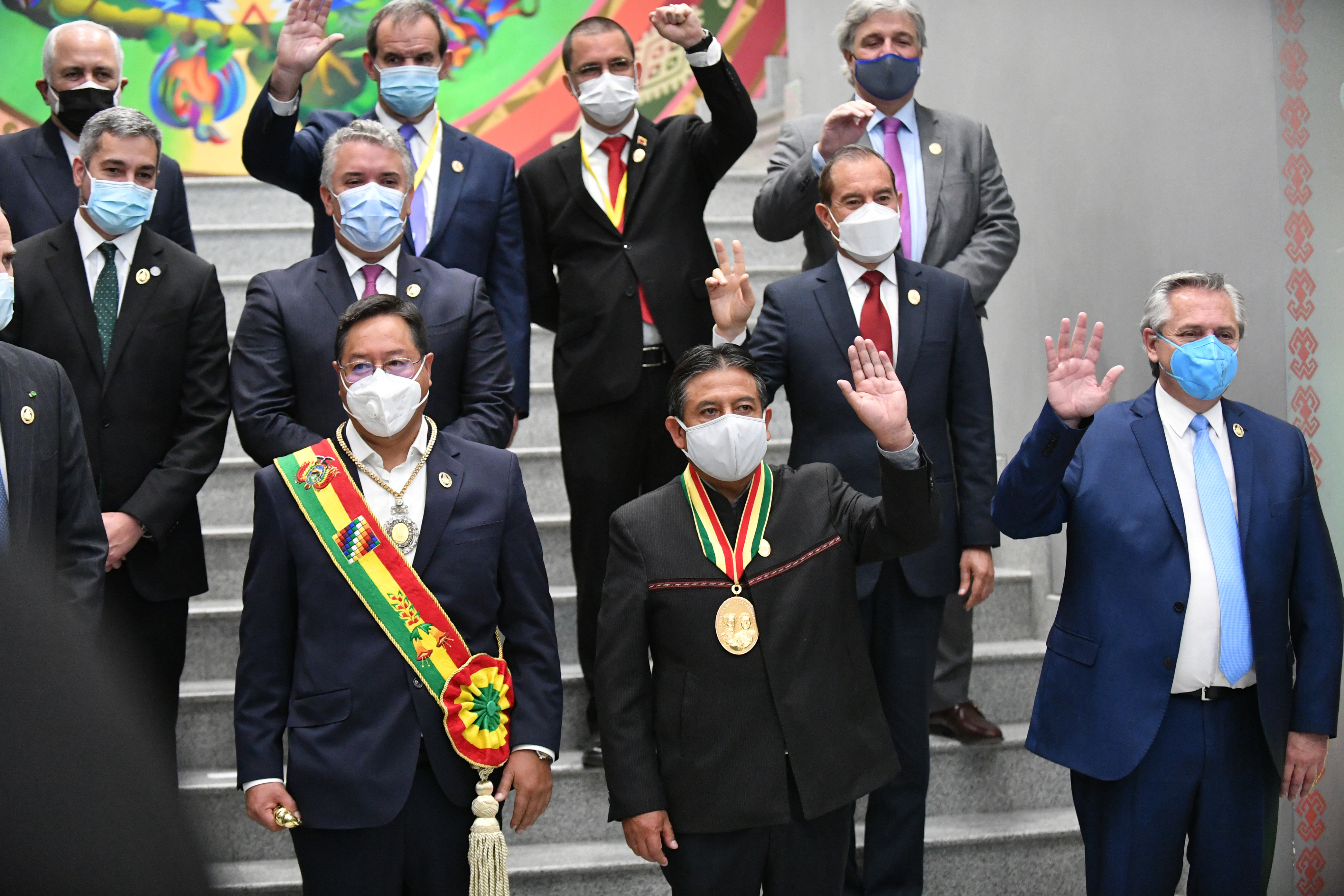
Arce ao lado de dignitários estrangeiros em sua posse, 8 de novembro de 2020.

A exemplo de Evo Morales durante sua presidência, estava previsto para Arce um ato de posse ancestral no sítio arqueológico de Tiwanaku, uma reafirmação das raízes indígenas do MAS. Contudo, devido a preocupações com a austeridade e com a biossegurança, relacionadas à situação econômica e à pandemia, decidiu-se que não haveria um evento formal. Na madrugada de 6 de novembro, Arce e Choquehuanca foram simbolicamente empossados numa cerimônia privada realizada na cidadela de Tiwanaku, com a presença de apenas alguns funcionários. Ambos receberam os tradicionais bastões de comando das mãos de amautas aimarás, em meio a orações e oferendas à Pachamama, a deusa andina da fertilidade.

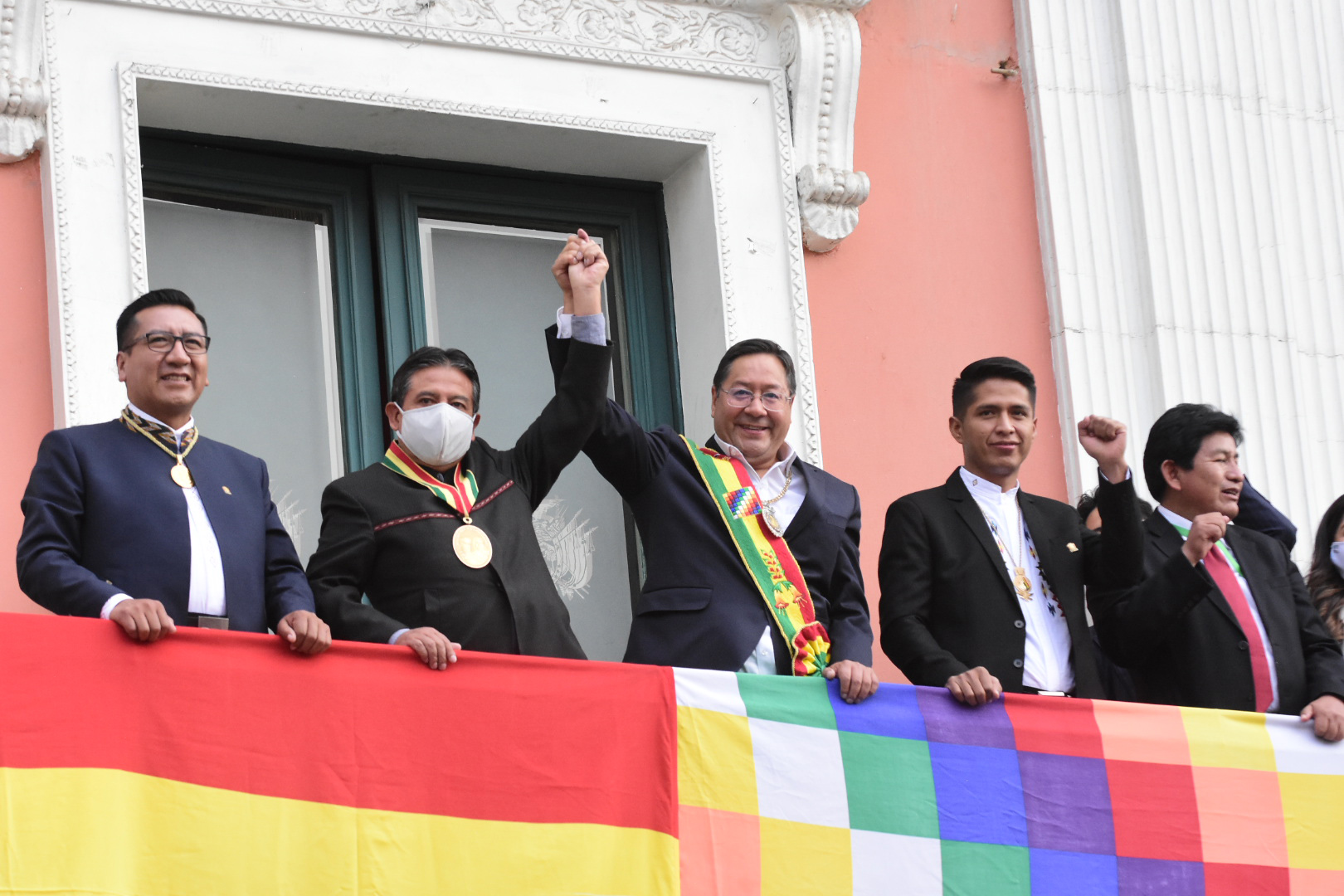
Arce e outros líderes nacionais durante uma parada cívico-militar realizada durante a posse em 8 de novembro de 2020.

O ato oficial de tomada de posse realizou-se a 8 de novembro, na cidade de La Paz. Em 28 de outubro, a Ministra dos Relações Exteriores, Karen Longaric, confirmou que Evo Morales seria autorizado a regressar do exílio para assistir à cerimónia. No entanto, no dia seguinte, Longaric recuou, afirmando que “Morales tem sido hostil ao processo democrático boliviano e a sua presença no país irá gerar tensão social e política”. Também não esteve presente a ainda presidente Jeanine Áñez, que deixou La Paz e retirou-se para a sua residência em Beni um dia antes do fim do seu mandato. Apesar de inicialmente ter declarado que não compareceria, Carlos Mesa anunciou mais tarde a sua intenção de assistir à cerimónia de tomada de posse. No entanto, ele e todo o bloco da Comunidade Cidadã (CC) abandonaram o hemiciclo da Assembleia Legislativa Plurinacional antes do fim do evento, em sinal de protesto contra o regulamento dos dois terços. Assim, o único antigo presidente que assistiu a toda a cerimônia foi Eduardo Rodríguez Veltzé. 
O evento contou com a presença de três presidentes, quinze delegações internacionais e dezassete organizações sociais estrangeiras. Estiveram presentes os Presidentes Alberto Fernández da Argentina, Iván Duque da Colômbia e Mario Abdo Benítez do Paraguai, bem como o Rei Felipe VI da Espanha. O Presidente do Chile, Sebastián Piñera, negou a sua presença para se concentrar em assuntos urgentes do Governo, depois de ter anunciado inicialmente que estaria presente; o Ministro dos Relações Exteriores, Andrés Allamand, foi em seu lugar. A presença do Presidente venezuelano, Nicolás Maduro, foi vetada pelo governo interino por este não reconhecer o seu governo.

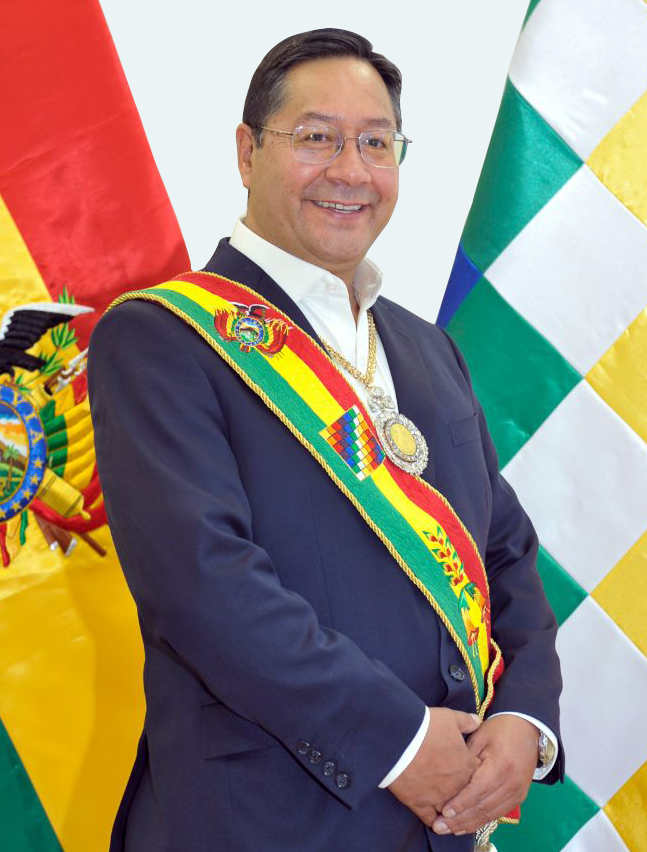
Official portrait, 8 November 2020.

Arce tomou posse como sexagésimo sétimo Presidente da Bolívia à frente da Assembleia Legislativa Plurinacional. No seu discurso de tomada de posse, prometeu liderar “uma nova etapa da nossa história... [num] governo que seja para todos, sem discriminação de qualquer natureza”. O presidente sublinhou a sua intenção de “derrotar” a pandemia e comprometeu-se a recuperar a economia do país, que acusou o governo interino de ter “destruído”. Além disso, criticou a administração Áñez, rotulando-a como um governo de facto que conduziu uma “guerra interna e sistemática contra o povo”. Ao mesmo tempo, prometeu "governar com inclusão ... esperando ser recordado como o governo que devolveu a esperança e a justiça social".

### Política doméstica

#### Produção de coca
Uma questão premente para a administração em exercício era a definição de uma política clara sobre a produção de coca. Cada um dos antecessores de Arce adotaram abordagens radicalmente diferentes sobre o tema. Ao longo dos seus três mandatos, a administração de Evo Morales trabalhou para reconhecer o cultivo da coca como uma fonte legítima de rendimento. O seu governo implementou um programa de “controlo comunitário da coca”, que procurava trabalhar diretamente com os cocaleros para regular a produção legal.
Após a sua demissão, o governo de Jeanine Áñez adotou uma abordagem de linha dura, anunciando a intenção de destruir o “núcleo do tráfico de droga”. Escrevendo para o InSight Crime, o jornalista Parker Asmann afirmou que a administração de Arce teria de “encontrar um equilíbrio entre o apoio aos usos tradicionais da coca e a redução da produção e do tráfico de droga”.

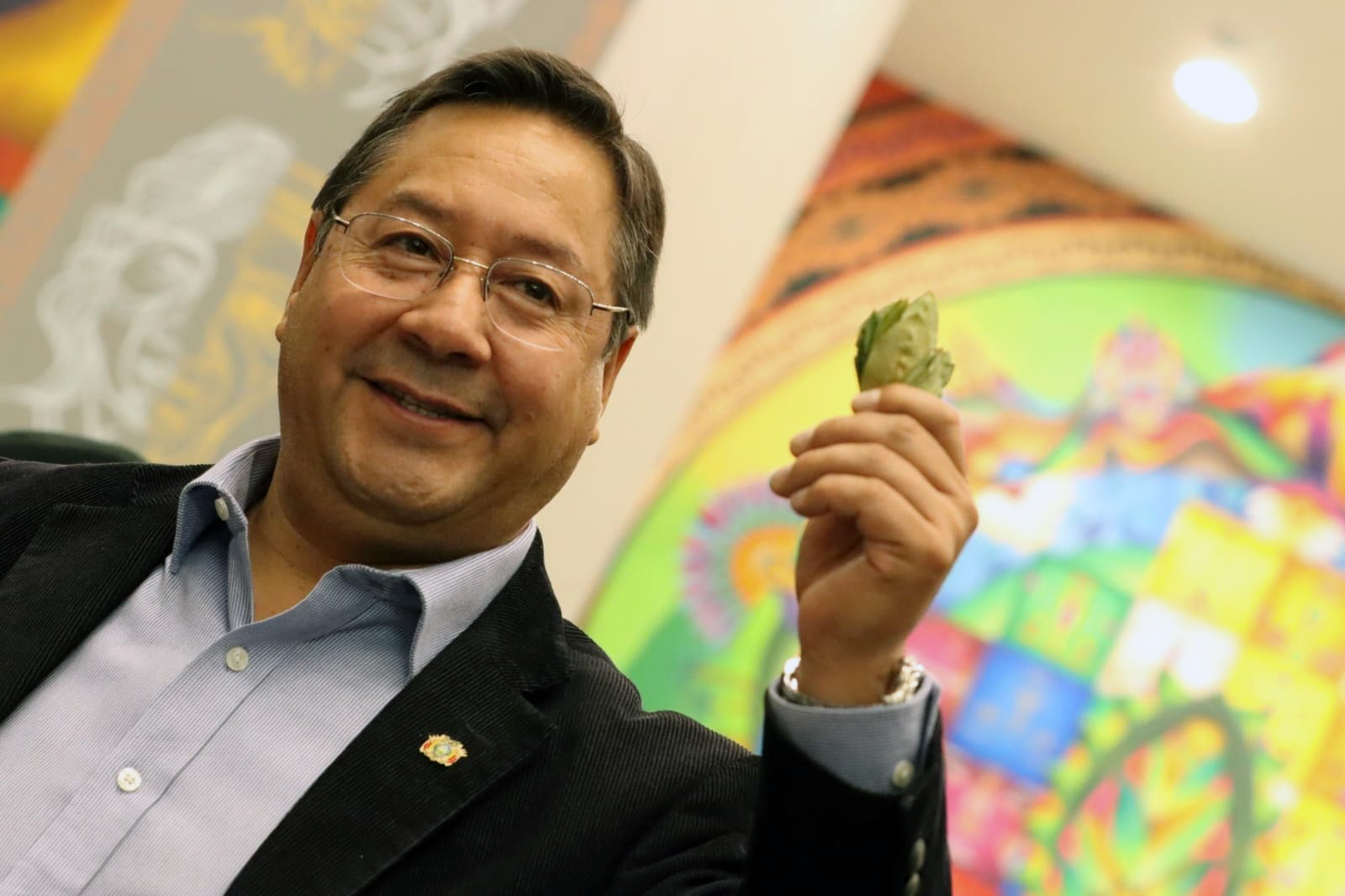
Arce segurando uma folha de coca em 29 de junho de 2022.

As duas principais regiões produtoras de coca são as terras altas de Yungas e as terras baixas do Chapare. De acordo com alguns especialistas, cerca de 30% da coca cultivada nos Yungas é usada para produzir cocaína, enquanto 90% da produção do Chapare é convertida na droga. O governo de Morales legalizou o cultivo de coca no Chapare em 2017, uma decisão criticada pelos agricultores de Yungas, que disseram que o produto era “coca excedente”. Durante sua administração, Arce promoveu novos usos para a folha. Em 11 de janeiro de 2022, em comemoração do Dia Nacional da Mastigação da Coca, o governo anunciou a sua intenção de patrocinar a produção de “pasta de dentes feita de coca”. Sabe-se que certos alcalóides contidos na folha neutralizam as cáries. O primeiro passo do projeto foi a criação de uma fábrica para produzir a pasta de dentes, tendo Arce afirmado que “mais tarde virão outras”. Em junho, Arce criou a Empresa Pública Produtiva para a Industrialização da Folha de Coca Boliviana (KOKABOL), encarregada de produzir e comercializar produtos derivados da coca. O decreto que criou a empresa estatal, com sede em Sacaba e filiais previstas em todo o território nacional, também autorizou o Ministério da Economia a efetuar uma “contribuição inicial de capital” de aproximadamente 8,9 milhões de dólares para o seu desenvolvimento.

#### Pandemia de COVID-19
Em 30 de dezembro de 2020, Arce e o Fundo Russo de Investimento Direto firmaram um acordo para fornecer à Bolívia 5,2 milhões de doses da vacina russa Sputnik V, quantidade suficiente para imunizar 2,6 milhões de pessoas com duas doses. O governo concedeu aprovação emergencial para o uso da vacina em 6 de janeiro de 2021, e os primeiros carregamentos chegaram ainda naquele mês. A imunização de pessoas com mais de cinquenta anos teve início em 13 de maio. Arce, então com cinquenta e sete anos, afirmou inicialmente que "pretendia ser o último a se vacinar". No entanto, acabou por tomar a primeira dose da Sputnik V em um hospital de El Alto, em 24 de maio, como um "sinal para a população". Arce recebeu a segunda dose na Escola de Saúde de La Paz, em 22 de outubro, ocasião em que reiterou seu apelo para que os bolivianos se vacinassem.
Além da Sputnik V, o governo de Arce também assinou um contrato com o Instituto Serum da Índia para o fornecimento de cinco milhões de doses da vacina Oxford–AstraZeneca. Com as duas vacinas combinadas, Arce afirmou que o governo passava a ter capacidade para vacinar completamente toda a população vacinável do país com duas doses. Em 11 de fevereiro, foi firmado um acordo separado entre a Bolívia e a Sinopharm, prevendo a venda de 400 mil doses da vacina chinesa e uma doação adicional de outras 100 mil doses.

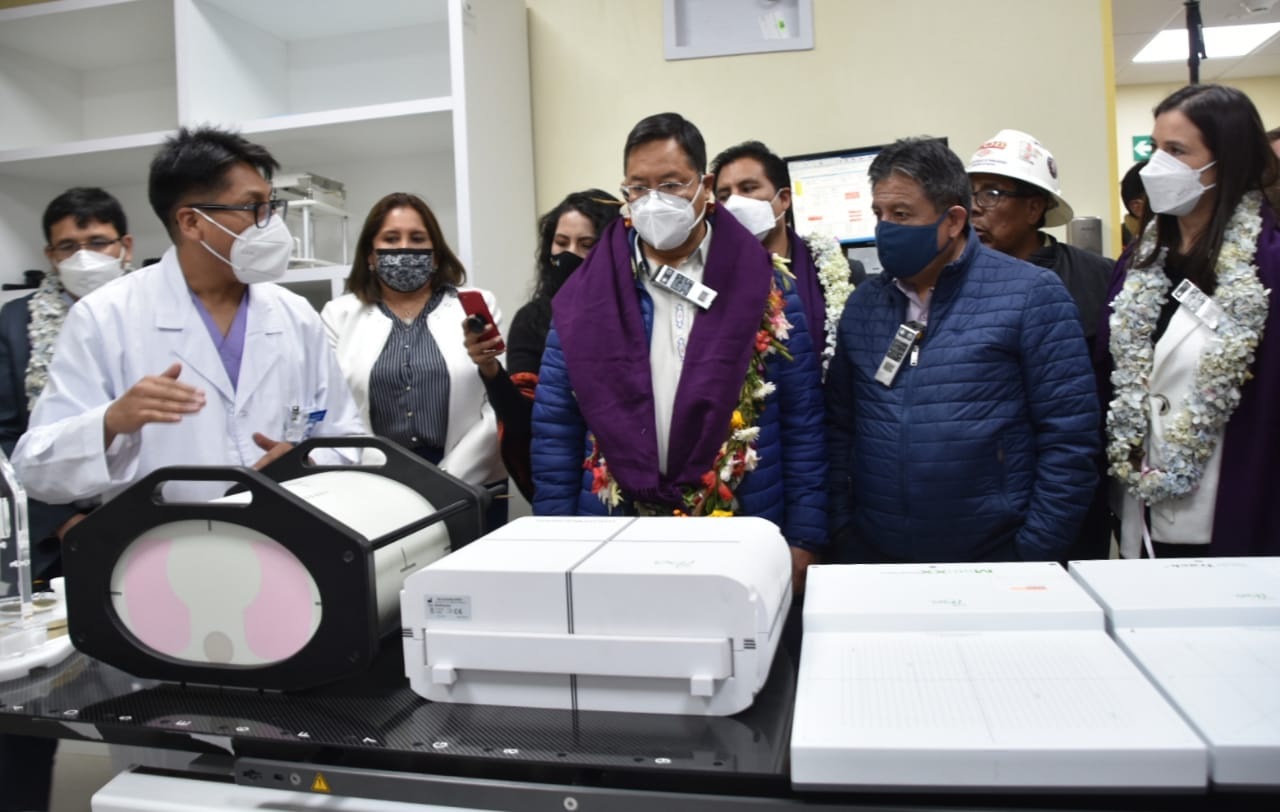
Arce inspeciona um centro de pesquisa sobre câncer em El Alto, 6 de março de 2022.

Durante um discurso na Cúpula Ibero-Americana realizada em Andorra, Arce apelou à Organização Mundial do Comércio (OMC) e à Organização Mundial da Propriedade Intelectual para que liberassem as patentes de vacinas e medicamentos destinados ao combate da COVID-19. Ele denunciou a “indústria farmacêutica hegemônica” por, em sua visão, prejudicar “bilhões de seres humanos” ao manter patentes sobre medicamentos que salvam vidas, exigindo que os fármacos contra a COVID-19 fossem liberados para domínio público e utilizados por todas as nações. Por iniciativa do governo Arce e do Programa das Nações Unidas para o Desenvolvimento (PNUD), a Bolívia organizou o fórum “Liberação de patentes e considerações sobre propriedade intelectual no contexto da COVID-19”, realizado na Universidade Pública de El Alto em 13 de maio. No evento, os participantes emitiram um apelo pela suspensão dos direitos de propriedade intelectual sobre vacinas. Dias antes, Arce havia iniciado um processo junto à OMC para obrigar a empresa Johnson & Johnson a abrir mão da patente de sua vacina, permitindo que a farmacêutica canadense Biolyse Pharma produzisse quinze milhões de doses do imunizante Janssen.
Com o objetivo de “proteger a saúde pública e evitar sua perda ou deterioração”, Arce sancionou, em 17 de fevereiro de 2021, a Lei nº 1359, a Lei de Emergência Sanitária. A medida entrou em vigor apesar da ausência de um acordo negociado com o setor público de saúde do país, que, em reunião emergencial realizada em 5 de fevereiro em Santa Cruz de la Sierra, declarou que todo o conteúdo da lei violava a Constituição. As reclamações se concentraram em três dispositivos da legislação, sendo o mais controverso o Artigo 19, que proibia a interrupção do sistema nacional de saúde durante a vigência da emergência sanitária. Os sindicatos médicos interpretaram isso como uma restrição ao direito de protestar. Em 18 de fevereiro, o Conselho Nacional de Saúde da Bolívia (CONASA) declarou greve geral por tempo indeterminado em oposição à lei. Como resposta, Arce promulgou o Decreto Supremo nº 4542 em 14 de julho, que regulamentava a lei original ao permitir que o governo aplicasse sanções e medidas administrativas, além de processar criminalmente aqueles que suspendessem ou interrompessem os serviços de saúde. A regulamentação foi descrita como “ditatorial” pela CONASA, levando vários outros sindicatos da saúde, incluindo o Sindicato das Ramas Médicas da Saúde Pública de La Paz (SIRMES), a declararem estado de emergência e a anunciarem novos protestos contra o governo.
Para promover o aumento da vacinação, Arce emitiu o Decreto Supremo nº 4641 em 22 de dezembro, determinando que os cidadãos apresentassem comprovante de vacinação ou teste PCR negativo para ter acesso à maioria das instituições públicas, como bancos e aeroportos, a partir do dia 1º de janeiro de 2022. Na primeira semana, o decreto teve o efeito esperado de impulsionar a vacinação, elevando o número diário de aplicações de cerca de 2 mil para aproximadamente 100 mil. No entanto, protestos vindos de sindicatos tradicionalmente aliados ao governo levaram a administração a recuar, com o ministro da Saúde, Jeyson Auza, anunciando em 6 de janeiro a suspensão da medida até o dia 26.
Em 19 de janeiro, diante da continuidade das mobilizações e de alguns confrontos nas ruas com grupos antivacina, o governo decidiu suspender a medida de forma definitiva, para evitar “ações desnecessárias de violência”. A decisão foi criticada por diversas autoridades regionais da oposição, muitas das quais anunciaram que manteriam suas próprias exigências de passaporte vacinal. Analistas políticos observaram que a rapidez do governo em ceder indicava uma fragilidade diante do descontentamento popular vindo da base do MAS, em contraste com os protestos da oposição: “O MAS tem medo... de que se gere uma oposição real... e a melhor forma de tentar evitar isso é recuar”.

#### Cultura

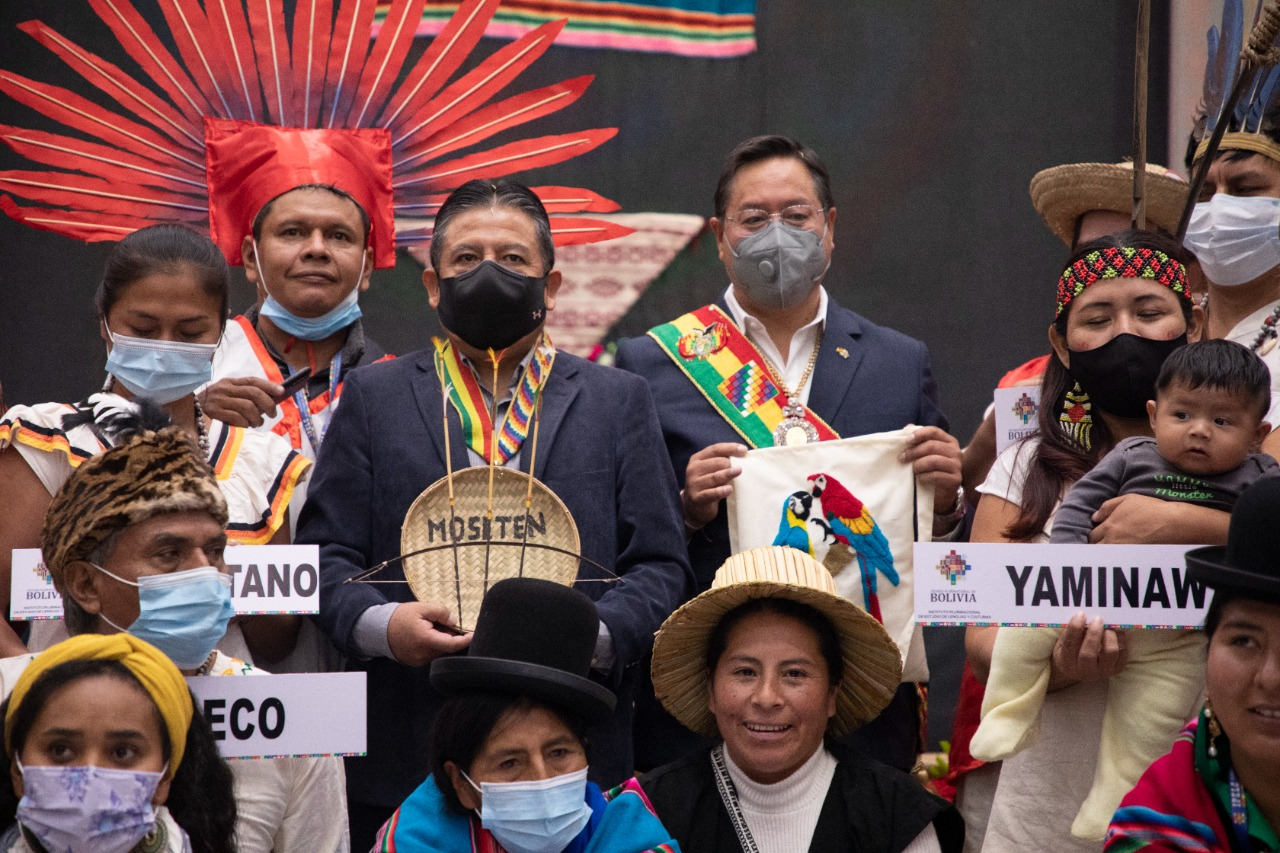
Arce posa ao lado de membros dos trinta e seis povos indígenas reconhecidos.

Como presidente, Arce reincorporou a Wiphala, a bandeira dos povos indígenas dos Andes, à faixa presidencial. Áñez havia removido a bandeira do traje, embora a tenha mantido como símbolo oficial do Estado em todos os atos de governo, conforme determinado pela Constituição. Por outro lado, Arce foi criticado por retirar a bandeira da flor de Patujú, emblema dos povos indígenas do oriente boliviano, como bandeira cooficial, ao lado da Wiphala e da tricolor nacional, nos atos oficiais de governo, como sua antecessora havia feito. Apenas a flor de Patujú, e não a bandeira, está prevista como símbolo patriótico do Estado na Constituição.
Ao empossar seu novo gabinete em 9 de novembro de 2020, Arce comprometeu-se a restabelecer o Ministério das Culturas. O órgão havia sido criado em 2009 durante o governo de Morales, mas fora extinto pela administração Áñez em junho, como parte de medidas para reduzir os gastos públicos. O ministério reconstituído, denominado Ministério das Culturas, Descolonização e Despatriarcalização, foi criado por meio do Decreto Supremo nº 4393 em 13 de novembro, e Sabina Orellana foi nomeada para liderá-lo em 20 de novembro. Em 13 de janeiro de 2021, Arce instituiu a cruz Chakana como logotipo oficial do governo, substituindo o símbolo anterior promulgado por Áñez após apenas um ano de uso. A cruz exibe vinte e quatro tecidos, símbolos e texturas, representando uma variedade de designs têxteis das diferentes regiões da Bolívia. Arce afirmou que representar “a identidade de cada boliviano é o mais importante para que o país avance, de forma integrada, unida e inclusiva”.

#### Economia
Para mitigar os efeitos da pandemia e reativar os mercados internos, Arce implementou o “Bônus contra a Fome”, no valor de Bs 1.000, beneficiando cerca de quatro milhões de bolivianos desempregados, com idades entre dezoito e sessenta anos. O programa foi financiado por um crédito do Banco Mundial, no valor de US$ 54 milhões, e do Banco Interamericano de Desenvolvimento (BID), no valor de US$ 450 milhões, totalizando US$ 504 milhões. O período de distribuição dos pagamentos começou em 1º de dezembro e expirou em 1º de março de 2021. Em 16 de abril, o prazo foi estendido até 31 de maio, devido à dificuldade de alguns beneficiários em receber seu bônus. Durante a primeira etapa de pagamentos, entre dezembro e março, 4.015.364 pessoas foram beneficiadas. Outras 20.409 receberam o bônus entre abril e maio, totalizando 4.035.773 beneficiários em todo o país. O Ministério da Economia informou que um total de Bs 4.305 milhões foi destinado à população ao longo do programa.
Logo no início de seu mandato, Arce anunciou uma série de políticas destinadas a corrigir o que considerava decisões econômicas equivocadas tomadas pelo governo de transição. “O modelo neoliberal que foi implementado por onze meses será desmontado. Em 2021 teremos uma recuperação”, afirmou. Em 28 de dezembro de 2020, Arce sancionou a Lei nº 1357 do Imposto sobre Grandes Fortunas, um imposto permanente anual sobre patrimônios pessoais superiores a US$ 4,3 milhões. A lei previa uma arrecadação gradual, com alíquota de 1,4% para patrimônios entre US$ 4,3 milhões e US$ 5,7 milhões; 1,9% para aqueles entre US$ 5,7 milhões e US$ 7,2 milhões; e 2,4% para fortunas superiores a esse valor. A medida aplicava-se a todos os bens depositados em contas no país ou no exterior por qualquer pessoa residente na Bolívia — incluindo estrangeiros — por mais de 183 dias. A multa por descumprimento da medida equivalia a 200% do valor devido. O Ministério da Economia estimou inicialmente que a nova legislação permitiria arrecadar Bs 100 milhões (US$ 14,3 milhões) de 152 indivíduos registrados. Até 2021, foi anunciado que aproximadamente Bs 240,1 milhões haviam sido arrecadados de 206 contribuintes, superando em 240,1% a meta inicial. Desse total, Bs 237,2 milhões vieram de 200 contribuintes residentes no país, enquanto Bs 2,9 milhões foram pagos por seis contribuintes bolivianos residentes no exterior.
Em 18 de fevereiro de 2021, Arce anunciou que havia ordenado ao Banco Central a devolução de um empréstimo do Fundo Monetário Internacional (FMI), no valor de US$ 327 milhões, concedido ao governo Áñez como ajuda durante a crise econômica. Além do valor principal, a devolução custou ao país outros US$ 24 milhões em juros e comissões. O Banco Central justificou a decisão do governo como uma "defesa da soberania nacional", pois o empréstimo impunha certas condições econômicas, e a Constituição proíbe a aceitação de imposições por instituições estrangeiras. Em carta à Assembleia Nacional da Bolívia o FMi negou essas imposições. Escrevendo para a Americas Quarterly, o jornalista Richard Lapper afirmou que a decisão parecia "[mais] influenciada pela necessidade de deslegitimar o governo anterior do que por qualquer lógica econômica mais ampla". Em 28 de junho, Carlos Schlink, ex-vice-ministro do Tesouro, foi preso como parte de uma investigação criminal sobre o empréstimo. Lapper também apontou que, em agosto, o governo havia recebido um empréstimo praticamente idêntico do FMI no valor de US$ 326,4 milhões, o que levou a oposição a acusar Arce de aceitar “o mesmo crédito que recentemente criminalizou”.
Perto do fim de 2021, as políticas econômicas de Arce haviam gerado um aumento de 9,4% no PIB do país, revertendo a queda histórica de 8,8% do ano anterior. Em discurso comemorativo ao Dia do Estado Plurinacional, em 22 de janeiro de 2022, Arce celebrou suas conquistas econômicas, destacando que a Bolívia era a terceira economia que mais crescia na região e tinha a menor taxa de inflação da América do Sul, de apenas 0,9%. Outros aspectos positivos mencionados foram o superávit comercial registrado pela primeira vez em sete anos e a redução de 20% na desigualdade de renda, a menor da história do país. O analista político Marcelo Arequipa observou que as medidas econômicas de Arce em 2021 haviam "conseguido estabilizar a economia, [embora] sem fazê-la crescer", e que um dos principais objetivos do presidente em 2022 seria promover um crescimento econômico além dos níveis pré-pandemia.
Ao longo de abril de 2022, Arce conduziu negociações anuais com a Central Operária Boliviana (COB) sobre o aumento dos salários dos trabalhadores. A COB propôs um aumento de 10% no salário mínimo e de 7% nos salários contratados, enquanto o governo ofereceu 1,5% para ambos. Após o período de negociações, Arce anunciou que ele e a COB haviam acordado um aumento de 4% no salário mínimo, que passou de cerca de US$ 311 para US$ 327. Já os trabalhadores da saúde e da educação receberam um aumento salarial de 3%. O vice-ministro do Orçamento, Zenón Mamani, destacou que outros trabalhadores do setor público e privado também poderiam negociar seus salários com os empregadores “com base nos 3%”. Arce oficializou o aumento por meio de lei em 1º de maio, durante uma cerimônia em comemoração ao Dia do Trabalhador, em Oruro. Na ocasião, o presidente também sancionou outros três decretos, incluindo o direito a licença remunerada no caso de falecimento de familiar, casamento ou aniversário.

### Judiciário

##### Prisão e julgamento dos antigos líderes
A ex-presidente interina e rival política, Jeanine Áñez, foi detida e acusada de crimes relacionados ao seu papel no suposto golpe de Estado de 2019, uma ação denunciada como perseguição política por membros da oposição. A detenção preventiva de Áñez, que durou quase quinze meses, provocou um notável declínio em sua saúde física e mental, sendo considerada abusiva por seus familiares. Em 10 de junho de 2022, após um julgamento de três meses, o Primeiro Tribunal de Sentença de La Paz declarou Áñez culpada por violação de deveres e resoluções contrárias à Constituição, condenando-a a dez anos de prisão. Após o veredito, sua defesa anunciou a intenção de recorrer da decisão, assim como os promotores do governo, que buscavam uma pena mais severa. Organizações internacionais, como a União Europeia, consideram Áñez uma presa política e condenaram “a detenção arbitrária e ilegal da ex-presidente interina Jeanine Áñez, de dois de seus ministros e de outros presos políticos”, além de exigir “que as autoridades bolivianas os libertem imediatamente e retirem as acusações politicamente motivadas contra eles”. Por sua vez, o Departamento de Estado dos Estados Unidos também considera Áñez uma presa política.

#### Feminicídio

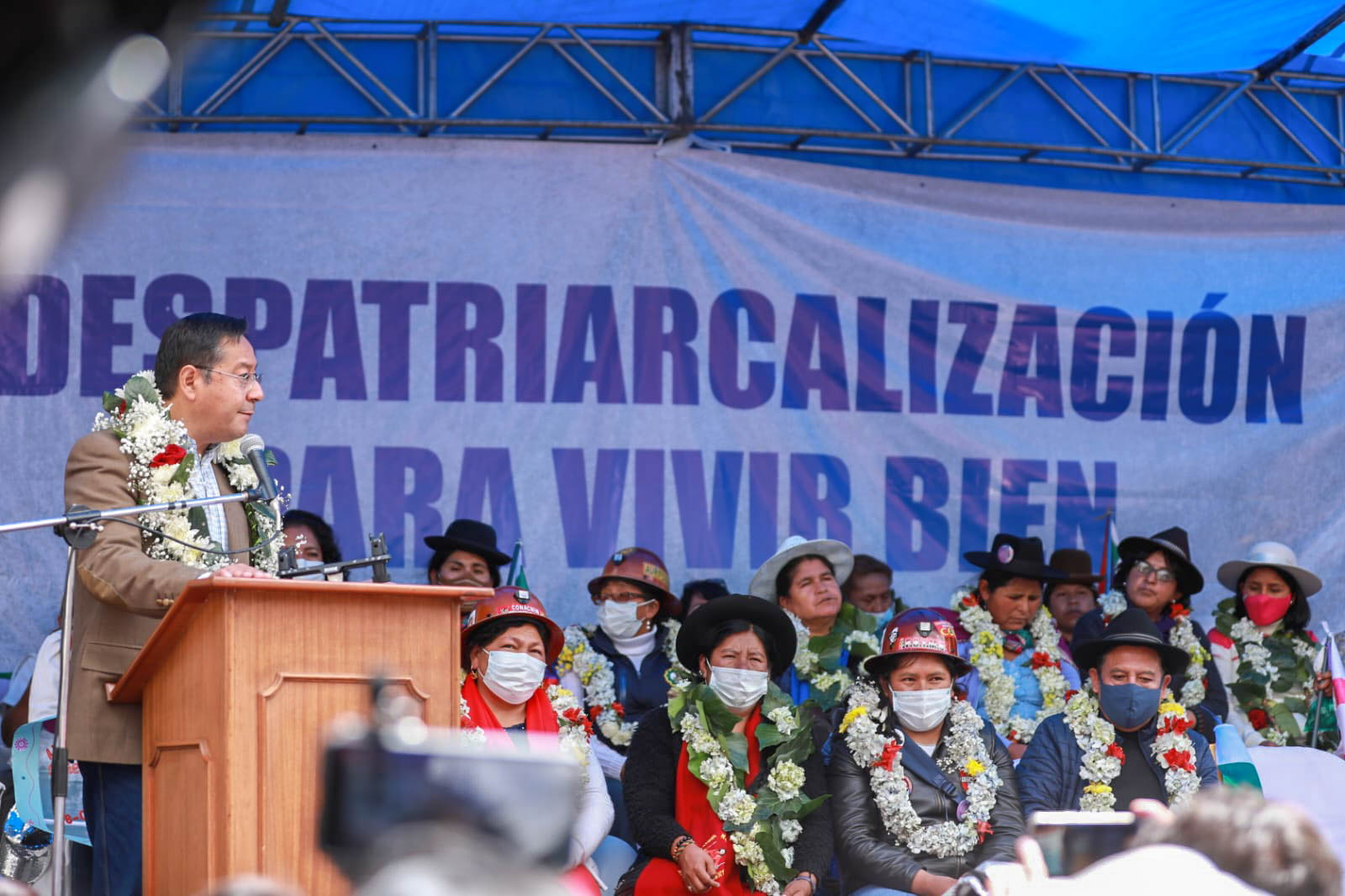
Arce durante as comemorações do Dia Internacional da Mulher em 8 de março de 2022.

A necessidade de uma reforma judicial urgente foi evidenciada após a prisão de Richard Choque, o chamado "psicopata sexual", cujas vítimas somavam cerca de setenta e sete mulheres. Choque havia sido condenado a trinta anos de prisão por um desses feminicídios em 2013, mas foi revelado que, em 2019, o juiz Rafael Alcón o havia liberado, concedendo-lhe prisão domiciliar com base em bom comportamento e uma suposta doença incurável. Após ser solto, Choque cometeu mais dois feminicídios e esteve envolvido em casos de tráfico e abuso de dezenas de mulheres antes de ser novamente preso.Quando essas informações vieram à tona, Alcón foi destituído do cargo e preso, acusado de prevaricação por ter libertado o estuprador “sem direito a indulto”, conforme afirmou o ministro da Justiça, Iván Lima. A notícia gerou revolta em todo o país. Em 31 de janeiro de 2022, uma mobilização popular de mulheres marchou por La Paz exigindo justiça e denunciando diversos outros juízes e promotores acusados de libertar pessoas processadas por feminicídio ou estupro. Em reunião com o ministro de Governo, Eduardo del Castillo, e o porta-voz presidencial, Jorge Richter, a representante do coletivo Mujeres Creando, María Galindo, entregou uma carta ao presidente Arce pedindo a criação de uma comissão “de alto nível” para revisar casos de feminicídio e estupro, investigando possíveis casos de corrupção, interferência em investigações ou atrasos duvidosos na justiça.
Em 1º de fevereiro do mesmo ano, Arce anunciou a formação da Comissão de Revisão de Casos de Estupro e Feminicídio, com reunião marcada para 4 de fevereiro e prazo máximo de 120 dias para apresentar resultados conclusivos. A comissão era composta inicialmente pela ministra da Presidência, María Nela Prada; pelo ministro da Justiça, Iván Lima; pelo presidente do Senado, Andrónico Rodríguez; pelo presidente da Câmara dos Deputados, Freddy Mamani Laura; pelo presidente do Tribunal Supremo de Justiça, Ricardo Torres; do Conselho da Magistratura, Marvin Molina; do Tribunal Constitucional, Paul Franco; pelo procurador-geral do Estado, Wilfredo Chávez; e pelo fiscal-geral, Juan Lanchipa.
A comissão enfrentou críticas de diversos grupos, principalmente por não contar com representantes independentes. O coletivo Mujeres Creando alertou que, da forma como estava composta, a comissão poderia “se tornar politizada”. O jurista Juan del Granado criticou o fato de ser formada exclusivamente por membros do MAS, afirmando: “foi o MAS que, desde 2011, tomou o controle do Judiciário com seus militantes... então, quem vai investigar quem?”. A senadora da oposição Andrea Barrientos destacou que, dos dez membros da comissão, apenas um era mulher: “Só homens querem resolver como nos matam. Eles são uma vergonha!”. Eduardo Rodríguez Veltzé, ex-presidente da extinta Suprema Corte, afirmou que “a população espera soluções, não comissões” e apelou para que Arce “convoque os órgãos do poder”, incluindo a oposição, a fim de alcançar um consenso popular sobre a reforma estrutural do sistema judiciário do país.

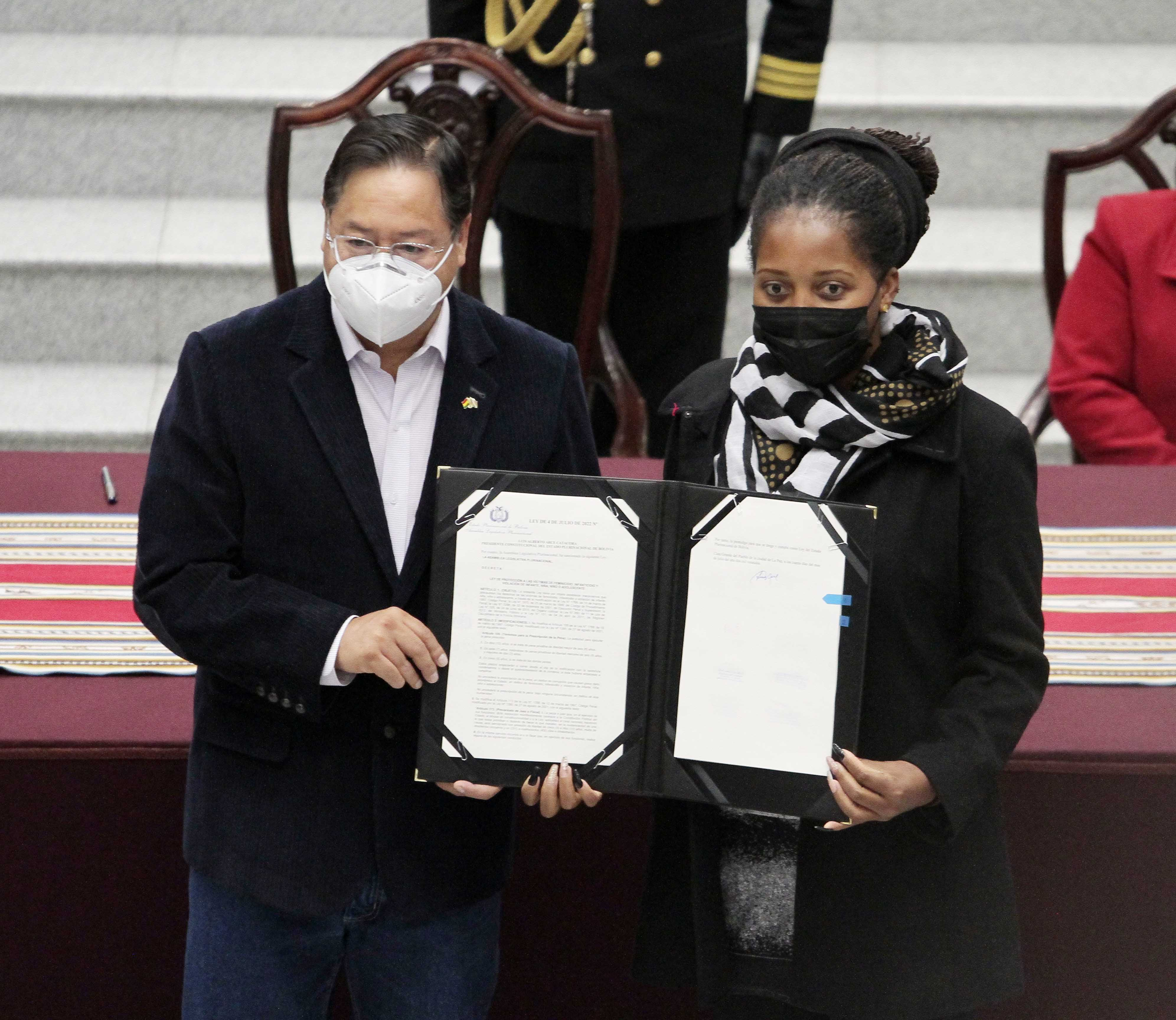
Arce segura a nova lei anti-feminicidio, promulgada em 4 de junho de 2022.

Em resposta às críticas, Arce ampliou a comissão, incluindo mais seis mulheres e designando María Nela Prada como presidenta do grupo. Ao fim dos 120 dias, a investigação da comissão levou à destituição de dez juízes e oito promotores. Um total de cinquenta mandados de prisão foi emitido pelo Ministério Público, resultando na recaptura de vinte e um criminosos que haviam sido libertados ilegalmente.

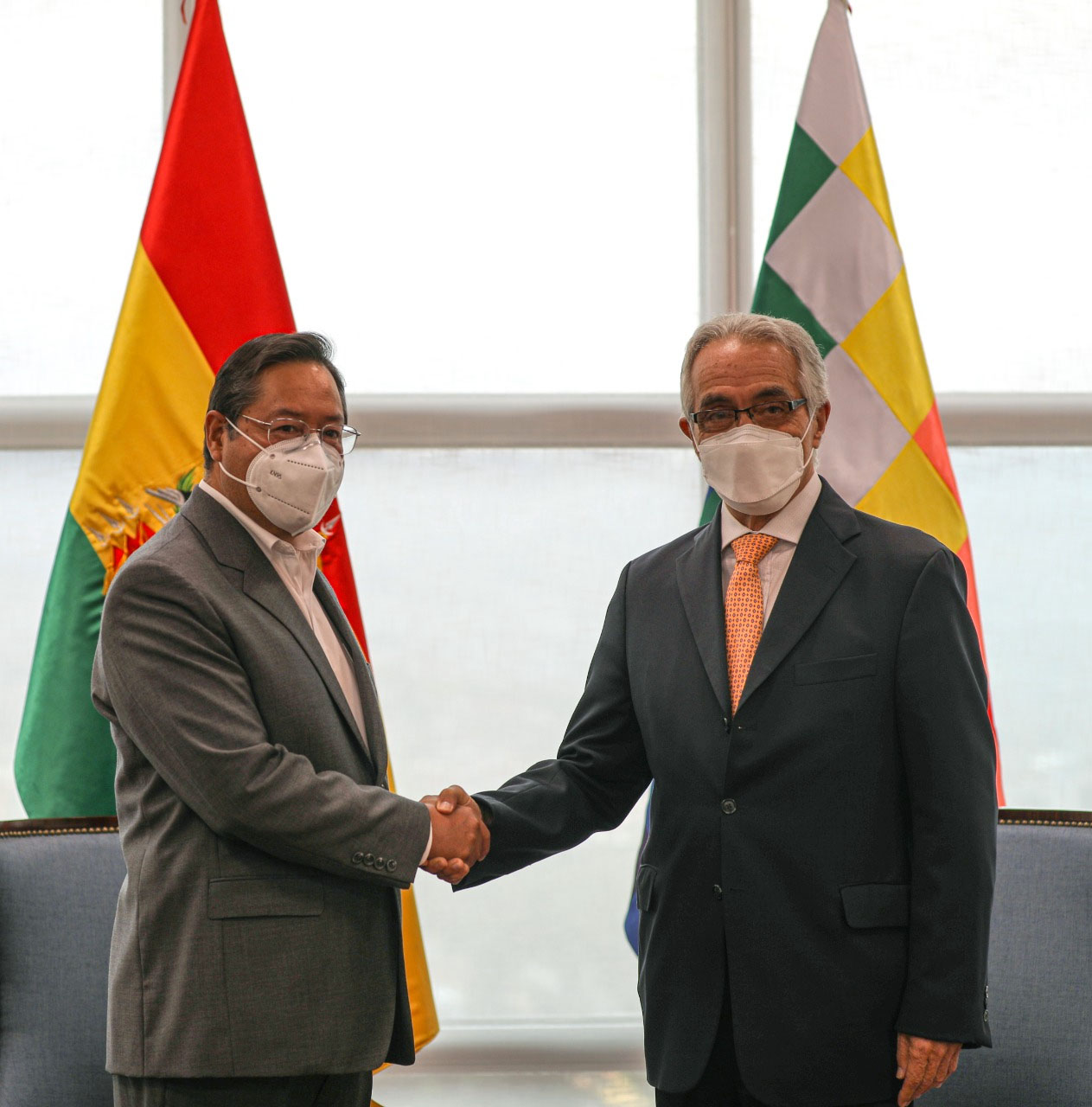
Luis Arce reúne-se com o relator da ONU, Diego García-Sayán.

Após a conclusão dos trabalhos da comissão, o presidente Arce promulgou a Lei de Proteção às Vítimas de Feminicídio, Infanticídio e Estupro de Bebês, Meninas, Meninos ou Adolescentes. A legislação ampliou as punições tanto para estupradores quanto para autoridades corruptas, estabelecendo uma pena de até vinte anos de prisão para juízes que agirem de forma ilegal e de dez anos para promotores, juízes e policiais condenados por agir contra as vítimas. A prisão domiciliar foi eliminada como forma de confinamento para acusados de estupro, e atrasos no sistema judicial não poderão mais ser usados como justificativa para o fim da prisão preventiva. Para evitar as longas esperas nos processos judiciais, que muitas vezes duravam anos, as partes envolvidas passaram a ter o direito de solicitar o despacho imediato dos processos dentro de um prazo de dez dias. Tribunais que não cumprirem esse prazo poderão enfrentar processos criminais por retardar a justiça.

#### Reforma Judicial
Na abertura do ano judicial e constitucional, em 3 de janeiro de 2022, o presidente Luis Arce se comprometeu com a reforma do sistema judiciário, afirmando que a atual estrutura era “obsoleta... discriminatória, insensível e excludente”. Ele observou que, nos dois anos anteriores, apenas 46% dos casos judiciais haviam sido resolvidos, sendo que 65% das pessoas privadas de liberdade — aproximadamente 11 mil indivíduos — estavam em prisão preventiva sem sentença. Além disso, Arce destacou que 62% dos tribunais do país continuavam localizados em áreas urbanas, deixando cerca de 1,3 milhão de pessoas sem acesso à justiça. Diante disso, ele prometeu que o governo buscaria resolver essas questões em uma cúpula da justiça prevista para março. O presidente expressou seu desejo de que a Bolívia "se torne um modelo de justiça na região latino-americana".
A convite do governo, a Bolívia recebeu uma visita oficial de Diego García-Sayán, relator especial da Organização das Nações Unidas (ONU) para a independência de juízes e advogados. Entre 15 e 22 de fevereiro, García-Sayán realizou uma série de reuniões com diversas autoridades políticas, governamentais e judiciais para avaliar o estado do sistema judiciário boliviano, encerrando com um encontro pessoal com Arce. Em suas observações preliminares, o relator lamentou que o sistema penitenciário não cumpria as Regras de Mandela da ONU e que o Judiciário enfrentava graves deficiências, especialmente no que diz respeito ao acesso das mulheres à justiça. García-Sayán concluiu que "na Bolívia, a justiça está longe do povo" e anunciou que anteciparia a publicação de seu relatório oficial para junho de 2022, em vez de 2023, como inicialmente previsto.

#### Segurança
Apesar de uma vitória eleitoral confortável em outubro de 2020, o governo de Luis Arce era considerado frágil em setembro de 2021. Seu apoio vinha majoritariamente dos setores mais pobres da população, como camponeses e mineiros, mas enfrentava forte oposição da maioria da classe média urbana e de quase toda a elite. Dessa forma, a oposição reunia a maioria dos poderes de fato do país: a elite econômica, as igrejas, universidades, associações profissionais e a grande mídia. A pedido das Nações Unidas, o governo Arce assumiu compromissos internacionais para combater o terrorismo e seu financiamento. Em 2 de julho de 2021, Arce apresentou um projeto de lei contra a legitimação de lucros ilícitos, o financiamento ao terrorismo e a proliferação de armas de destruição em massa. O conteúdo do projeto era essencialmente tecnocrático, voltado ao combate à lavagem de dinheiro, com políticas em grande parte copiadas de normas já em vigor em países europeus. A Câmara dos Deputados aprovou o projeto em 17 de setembro sem apoio da oposição, e a sua aprovação no Senado era considerada certa.

A proposta enfrentou forte rejeição da oposição, que a classificou como "draconiana" devido aos supostos poderes extraordinários concedidos aos órgãos do governo para investigar cidadãos, o que poderia abrir espaço para perseguição política. A senadora Andrea Barrientos criticou a ausência de uma definição clara de "operações suspeitas", o que permitiria à Unidade de Investigação Financeira (UIF) e ao Ministério Público investigar rendimentos e confiscar bens de “quem quer que fosse” com base apenas em suspeitas. Sindicatos alinhados ao governo e comerciantes também se manifestaram contra a proposta, chamando-a de “lei maldita”. Na Bolívia, onde 80% da economia se baseia em transações fora do sistema bancário, o tratamento dado a esse tipo de atividade como especialmente vulnerável ao crime organizado gerou preocupação e desconfiança.
A insatisfação com a lei levou Arce a enfrentar os primeiros grandes protestos de sua presidência. Em 11 de outubro, sindicatos, comitês cívicos e outros grupos organizaram bloqueios em rotas urbanas nas cidades de Cochabamba, La Paz e Santa Cruz, exigindo a revogação da lei. Arce acusou a oposição de fomentar um golpe de Estado, dizendo que a “grande maioria” do povo o apoiava. No dia seguinte, em comemoração ao Dia da Descolonização, participou de mobilizações pró-governo nas três cidades, acusando a direita de não aceitar o resultado das eleições de 2020. Até 14 de outubro, mais de 300 mil pessoas participaram de manifestações e greves em todo o país, com novos protestos e uma greve indefinida do setor de carnes programados para os dias seguintes. A pressão obrigou Arce a retirar o projeto do Senado para “evitar a violência”. O ministro Iván Lima garantiu que a iniciativa não voltaria a ser apresentada até o fim do mandato de Arce, em 2025.
Apesar da retirada da chamada “lei filha”, a preocupação persistiu em relação à “lei mãe”, mais genérica, que já havia sido promulgada por Arce em agosto. Essa lei estabelecia uma estratégia nacional para combater lucros ilícitos e o financiamento do terrorismo. Sindicatos e setores sociais alegaram que as duas leis partilhavam os mesmos fundamentos e exigiram a revogação imediata da normativa vigente. A oposição também se manifestou contra um conjunto de outras “leis malditas” que pretendia ver revogadas. Em resposta, Arce defendeu que “é preciso estar louco para pensar que nosso governo vai prejudicar os mais pobres”. Ainda assim, comemorou o primeiro ano de seu governo sob uma greve indefinida dos sindicatos mais poderosos do país. Seu relatório de gestão no Legislativo foi abafado por parlamentares da oposição e da base, com os primeiros vaiando e apitando, enquanto os membros do MAS gritavam palavras de ordem em apoio ao presidente. Para conter os efeitos mais graves das mobilizações, forças policiais foram mobilizadas, resultando em mais de 125 detidos em todo o país. Alegando a quarta onda da pandemia, o governo também impôs sanções a profissionais da saúde que abandonaram seus postos para aderir às greves. Após semanas de protestos, em 13 de novembro, Arce anunciou a revogação da segunda lei, afirmando que seria para que “não haja mais desculpas para continuar paralisando a economia”.
Em outubro e novembro de 2022, o Comitê Cívico Pró-Santa Cruz e o governador Luis Fernando Camacho voltaram a organizar greves e manifestações no departamento de Santa Cruz, exigindo que o governo antecipasse em um ano o censo populacional, fundamental para a redistribuição de cadeiras parlamentares. O censo anterior havia sido realizado em 2012, e o forte crescimento demográfico do departamento garantiria o aumento de sua representação. O movimento também ressuscitou pautas de autonomia regional, defendidas por Rômulo Castro, líder do comitê. Santa Cruz já havia passado por uma onda separatista em 2008, que deixou dezenas de mortos. O bloqueio causou prejuízos econômicos estimados em 1 bilhão de dólares, e os confrontos entre manifestantes e contra-manifestantes deixaram ao menos quatro mortos e mais de 170 feridos. A ONU condenou a violência, classificando-a como “inaceitável”, e também denunciou atos de racismo contra mulheres indígenas ayoreo, um caso de estupro coletivo e ataques contra organizações sociais camponesas e operárias pró-governo.

### Política externa

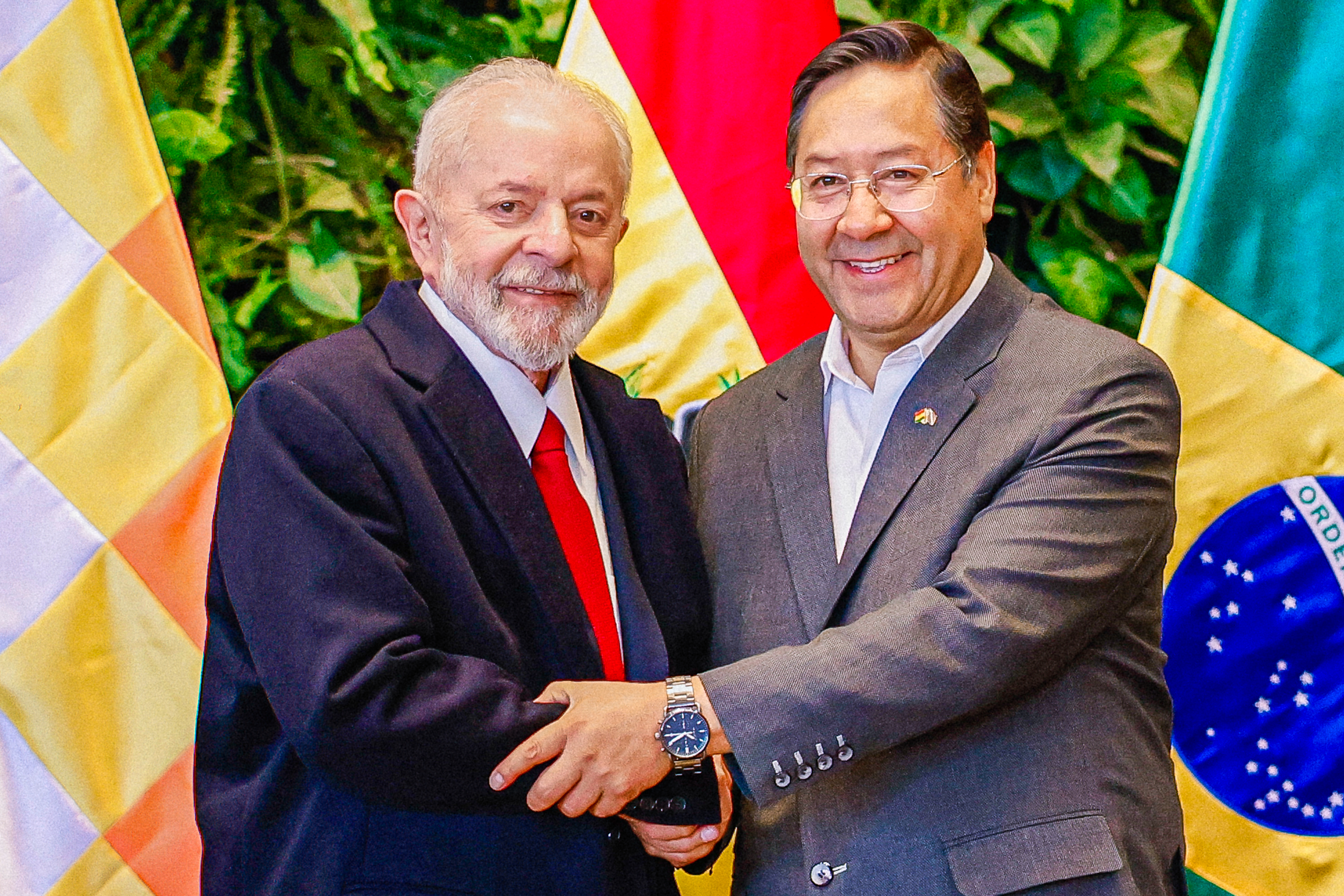
Arce com o Presidente do Brasil Luiz Inácio Lula da Silva em 9 de julho de 2024.

A política externa de Luis Arce foi, em grande parte, marcada pelo realinhamento do país com o status quo tradicional anterior à queda de Evo Morales. Em seu primeiro ato diplomático como presidente, Arce restabeleceu relações com o Irã e reconheceu o governo de Nicolás Maduro como legítimo representante da Venezuela, descartando Juan Guaidó, que havia sido reconhecido anteriormente por Jeanine Áñez. Em uma cerimônia realizada na Plaza Murillo em 11 de novembro de 2020, os embaixadores Mortessa Tabreshi, do Irã, e Alexander Yánez, da Venezuela, entregaram suas credenciais diplomáticas ao presidente. No dia 20 de novembro, o Ministério das Relações Exteriores informou que Arce havia determinado a retomada da participação da Bolívia na Aliança Bolivariana para os Povos da Nossa América (ALBA), na Comunidade de Estados Latino-Americanos e Caribenhos (CELAC) e na União de Nações Sul-Americanas (UNASUL). Arce, em especial, descreveu a CELAC como "o melhor caminho" para a integração regional latino-americana e defendeu a recuperação da UNASUL como uma instituição continental.
Em 2023, Arce também criticou as ações de Israel na Faixa de Gaza durante a guerra em Gaza.

#### Argentina

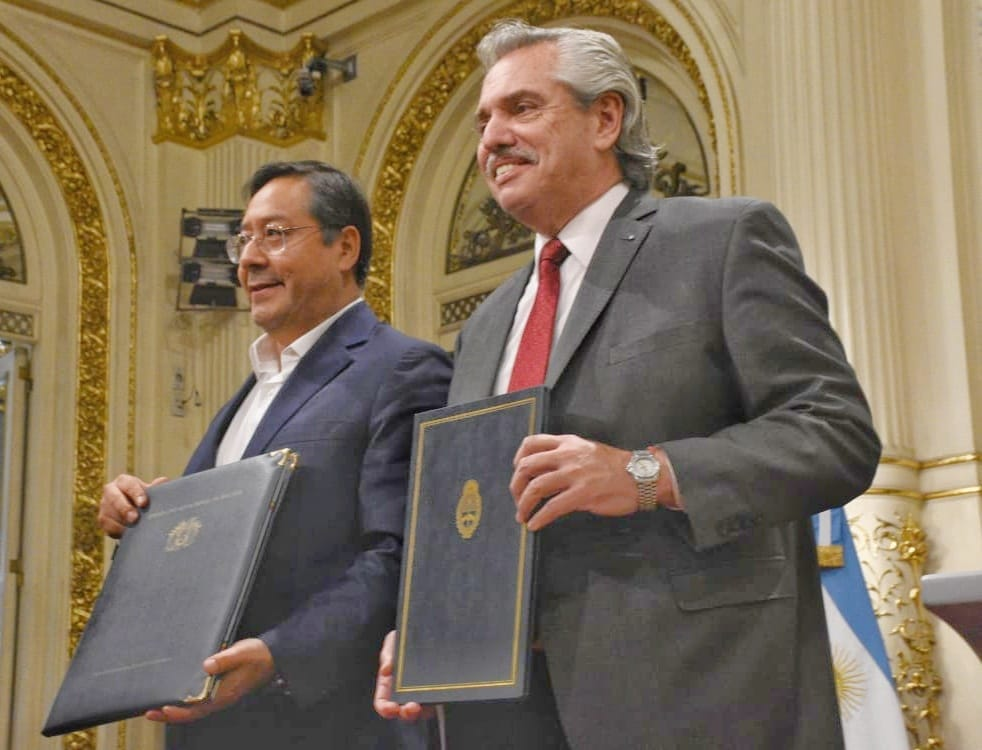
Arce e Fernández assinam acordo para venda de gás natural em 7 de abril de 2022.

Arce se reuniu com o presidente argentino Alberto Fernández na cidade chilena de Viña del Mar, em 11 de março de 2022. Na ocasião, os presidentes discutiram uma proposta para construir um roteiro de cooperação bilateral, com foco no desenvolvimento de políticas conjuntas nas áreas científica e tecnológica. No setor energético, Arce e Fernández deram passos para concluir as negociações em torno de um contrato de fornecimento de gás natural boliviano, além de concordarem com a possibilidade de avançar na integração e interconexão elétrica entre Yaguacuá, em Tarija, e Tartagal, em Salta.
Em 7 de abril, Arce realizou uma visita oficial a Buenos Aires, onde teve reuniões bilaterais com Fernández na Casa Rosada. As negociações se concentraram na venda de gás natural, com a Bolívia concordando em enviar 14 milhões de metros cúbicos (m³) por dia durante o inverno. Em troca, a Argentina pagaria entre US$ 8 e 9 milhões pelos primeiros 10 milhões de m³, com o preço dobrando para US$ 18 milhões pelos 4 milhões restantes. Apesar de pagar um valor maior do que o contratado em 2021, o custo ainda seria significativamente inferior ao da importação de gás natural liquefeito por navio. A Bolívia também se comprometeu a priorizar a Argentina no fornecimento adicional de 4 milhões de m³, caso o Brasil não necessitasse do volume.

#### Chile

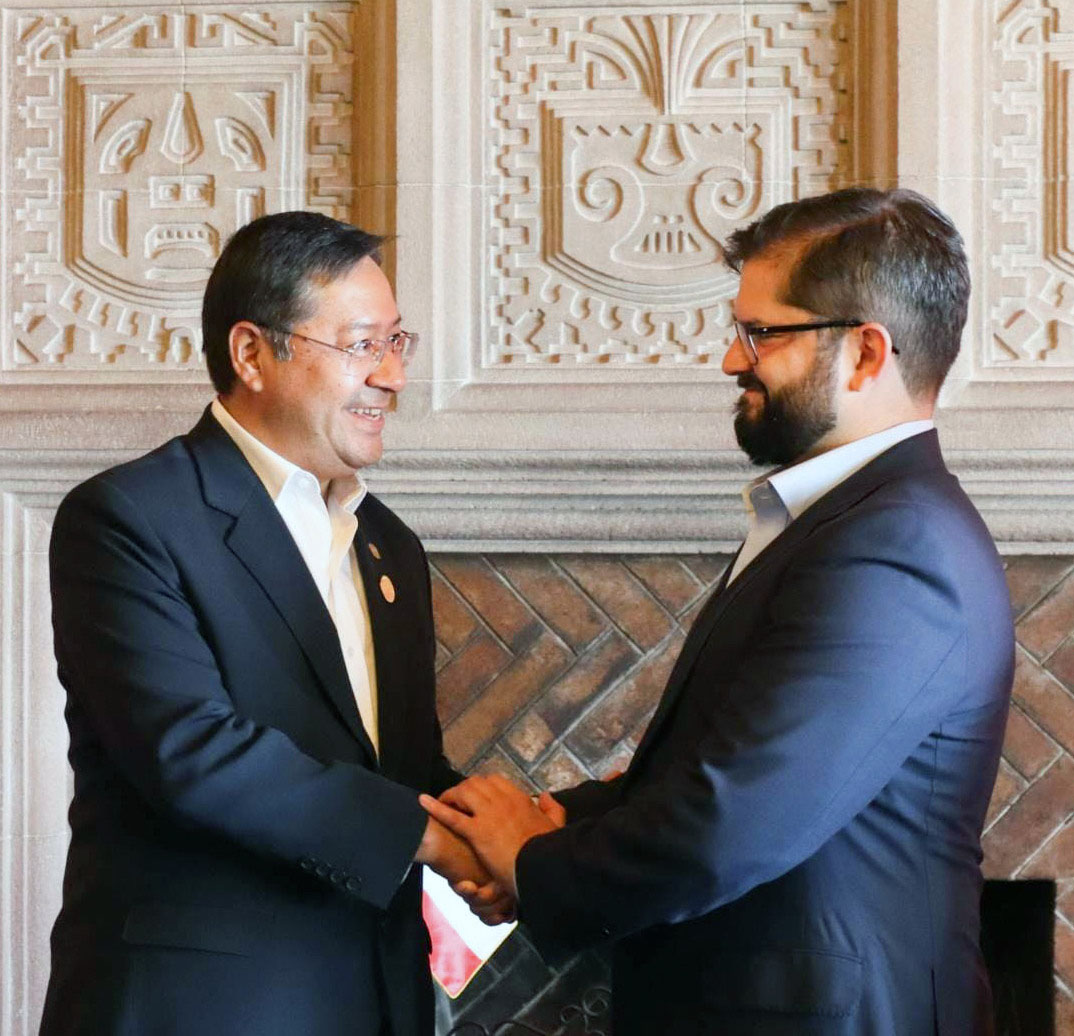
Arce se encontra com Gabriel Boric durante sua posse em 11 de março de 2022, em Santiago.

Durante seu discurso presidencial em homenagem ao Dia do Mar, Arce reiterou a reivindicação marítima da Bolívia, descrevendo-a como uma questão "aberta e pendente". Nesse contexto, apresentou um roteiro de nove pontos para prosseguir nas negociações com o Chile, com o objetivo de alcançar um acesso soberano ao Oceano Pacífico. O plano começava com a retomada de uma “abordagem bilateral ... por meio do diálogo e da negociação”, buscando “fórmulas de entendimento e integração entre povos irmãos”. Os pontos seguintes propunham a geração de um clima de paz e confiança mútua, além da promoção do livre trânsito e da redução de barreiras comerciais enfrentadas por exportações e importações bolivianas em portos chilenos. Também foram debatidas alternativas de integração marítima, como o desenvolvimento da hidrovia Paraguai-Paraná, para facilitar o acesso ao Atlântico, e a expansão da presença boliviana em portos livres concedidos por países vizinhos, especialmente o porto de Ilo, no Peru, que Arce destacou como possível rota alternativa ao Pacífico.
Horas depois, o chanceler chileno Andrés Allamand respondeu afirmando que o Chile estava disposto a retomar o diálogo com a Bolívia sem demora, mas que a questão do acesso soberano ao mar havia sido “definitivamente resolvida” pela Corte Internacional de Justiça em 2018, que concluiu que o Chile não era obrigado a negociar o tema. Em 7 de maio de 2021, Allamand anunciou que os dois países haviam acordado a reabertura do diálogo formal pela primeira vez desde 2010, em um movimento para restaurar as relações diplomáticas suspensas desde 1978. No entanto, o roteiro acordado não incluía a demanda marítima da Bolívia.
Arce e o MAS comemoraram a vitória do ex-líder estudantil de esquerda Gabriel Boric nas eleições chilenas de 2021. Arce afirmou que a vitória de Boric fortalecia a democracia latino-americana. Por sua vez, Boric expressou o desejo de "melhorar substancialmente as relações" com a Bolívia, classificando como uma "vergonha" o fato de não haver uma embaixada chilena em La Paz. Arce e Boric realizaram duas chamadas telefônicas após a eleição, nas quais concordaram em aprofundar a agenda bilateral. Arce compareceu pessoalmente à posse de Boric em 11 de março de 2022, onde discutiram questões pendentes como vistos para autoridades, uso compartilhado do aquífero Silala e a reivindicação marítima. Arce garantiu que a presidência de Boric fortaleceria os laços de irmandade, criando “mais pontes de integração”.
Boric, por sua vez, prometeu que, como presidente, buscaria restaurar as relações diplomáticas com a Bolívia: “Acho absurdo que dois países vizinhos, com uma história em comum, não tenham relações diplomáticas há tanto tempo.” Contudo, deixou claro que o Chile não negocia sua soberania. Na semana seguinte, durante novo discurso pelo Dia do Mar, Arce declarou que a reivindicação marítima era um objetivo permanente e inalienável do Estado boliviano. Assim, afirmou que qualquer restabelecimento de relações diplomáticas com o Chile só poderia ocorrer no contexto de uma solução para a disputa territorial.

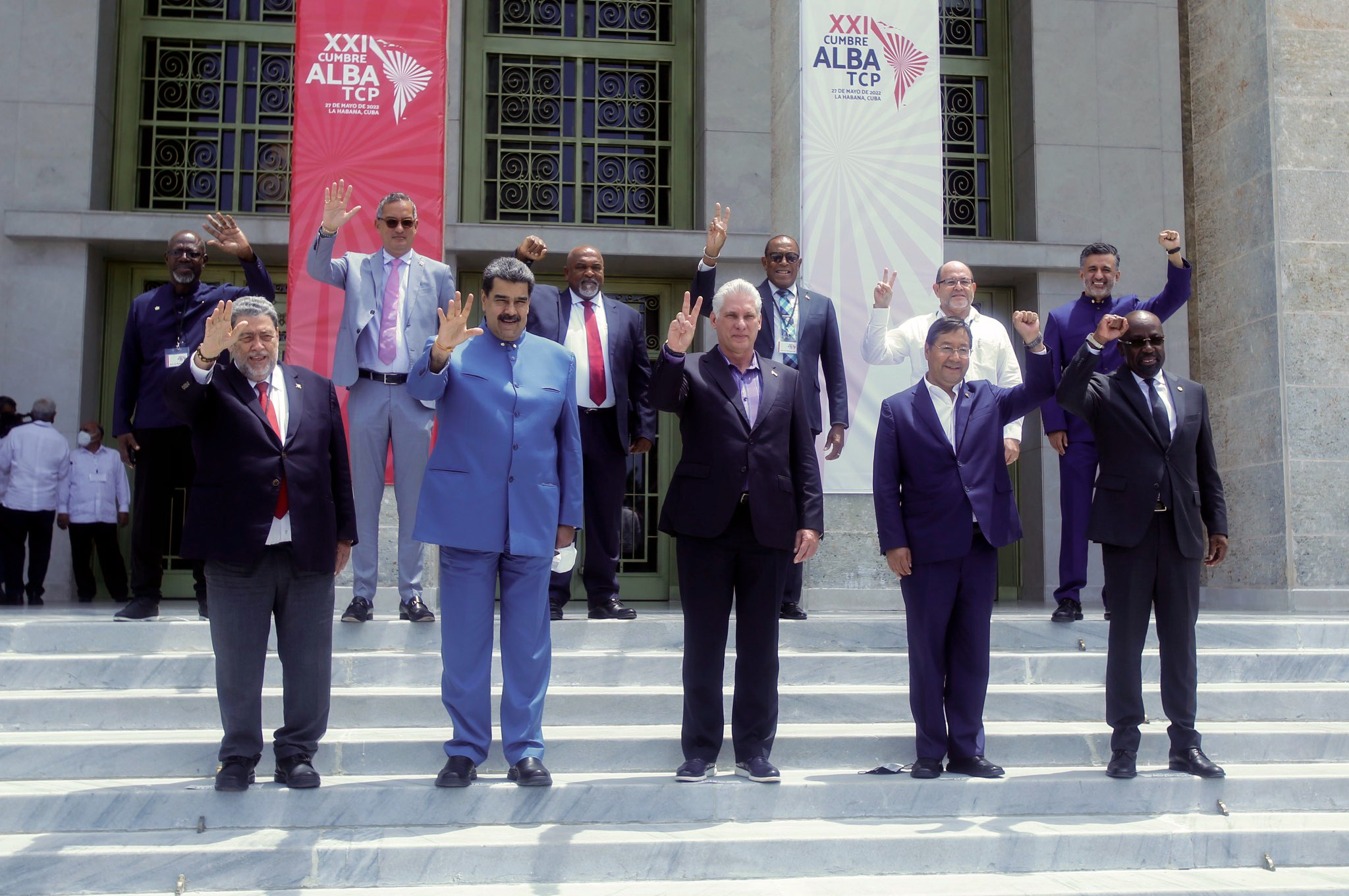
Chefes de Estado da ALBA em cúpula realizada em Havana, 27 de maio de 2022.

#### Cuba
Arce realizou duas visitas oficiais a Cuba durante seu mandato, ambas para participar das Cúpulas de Chefes de Estado da ALBA em Havana. Na primeira, em 14 de dezembro de 2021, o presidente apresentou um pedido formal de desculpas em nome do governo boliviano pelos "abusos e múltiplas formas de agressão" cometidos pela gestão anterior. Durante o governo de Áñez, a Bolívia havia suspendido relações diplomáticas com Cuba e prendido vários médicos expatriados, acusando-os de envolvimento em protestos violentos. Assim que assumiu o cargo, Arce buscou restabelecer os laços entre os dois países. Na segunda visita, em 27 de maio de 2022, Arce reafirmou o objetivo de “relançar” as relações bilaterais. Em reunião com o presidente cubano Miguel Díaz-Canel, discutiram cooperação nos setores farmacêutico e biotecnológico, além da expansão de programas educacionais anteriormente estabelecidos.

##### Estados Unidos
Os Estados Unidos parabenizaram Luis Arce por sua vitória nas eleições de 2020, com o governo Donald Trump expressando expectativa em trabalhar com a nova administração. Por sua vez, Arce declarou que "a Bolívia precisa abrir [relações bilaterais]... com todos os países", incluindo os EUA, dentro do marco do respeito à soberania e, "acima de tudo", da igualdade entre os Estados. "Não existem países grandes ou pequenos", assegurou Arce. Na data de sua posse, Arce sinalizou que a eleição do democrata Joe Biden poderia representar uma melhora nas relações entre La Paz e Washington, D.C.
Ainda assim, os Estados Unidos, sob a administração Biden, criticaram indícios de "comportamento antidemocrático" durante o governo Arce. Em especial, o Departamento de Estado norte-americano expressou preocupações com o devido processo legal após a prisão de Jeanine Áñez, com o secretário de Estado Antony Blinken pedindo que o governo Arce libertasse ex-autoridades detidas, afirmando que suas prisões "não eram compatíveis com os ideais democráticos da Bolívia".
Em 2022, o Departamento de Estado publicou seu Relatório Anual sobre Práticas de Direitos Humanos, no qual acusou o governo de Arce de estar "mais interessado na prisão de Áñez do que em garantir-lhe um julgamento justo". Em resposta, o governo boliviano rejeitou o relatório, classificando-o como uma "interferência" nos assuntos internos do país.
Por sua parte, Arce criticou a postura do governo dos EUA na região. Em especial, o presidente contestou a exclusão de "países irmãos" em iniciativas norte-americanas. Em 2021, a Bolívia foi excluída da Cúpula pela Democracia liderada pelos EUA, apesar da participação de regimes abertamente autoritários, e, em 2022, Arce se juntou a outros líderes latino-americanos no boicote à 9ª Cúpula das Américas, caso não fossem permitidos delegados de Cuba, Nicarágua e Venezuela. Da mesma forma, em 1º de fevereiro de 2021, Arce revogou um decreto da era Áñez que isentava de visto os cidadãos dos Estados Unidos e de Israel para entrada na Bolívia. O presidente justificou a revogação com base no princípio da reciprocidade, afirmando que a medida beneficiava "unilateralmente cidadãos israelenses e norte-americanos sem que seus países concedessem benefício semelhante" à Bolívia.

#### México

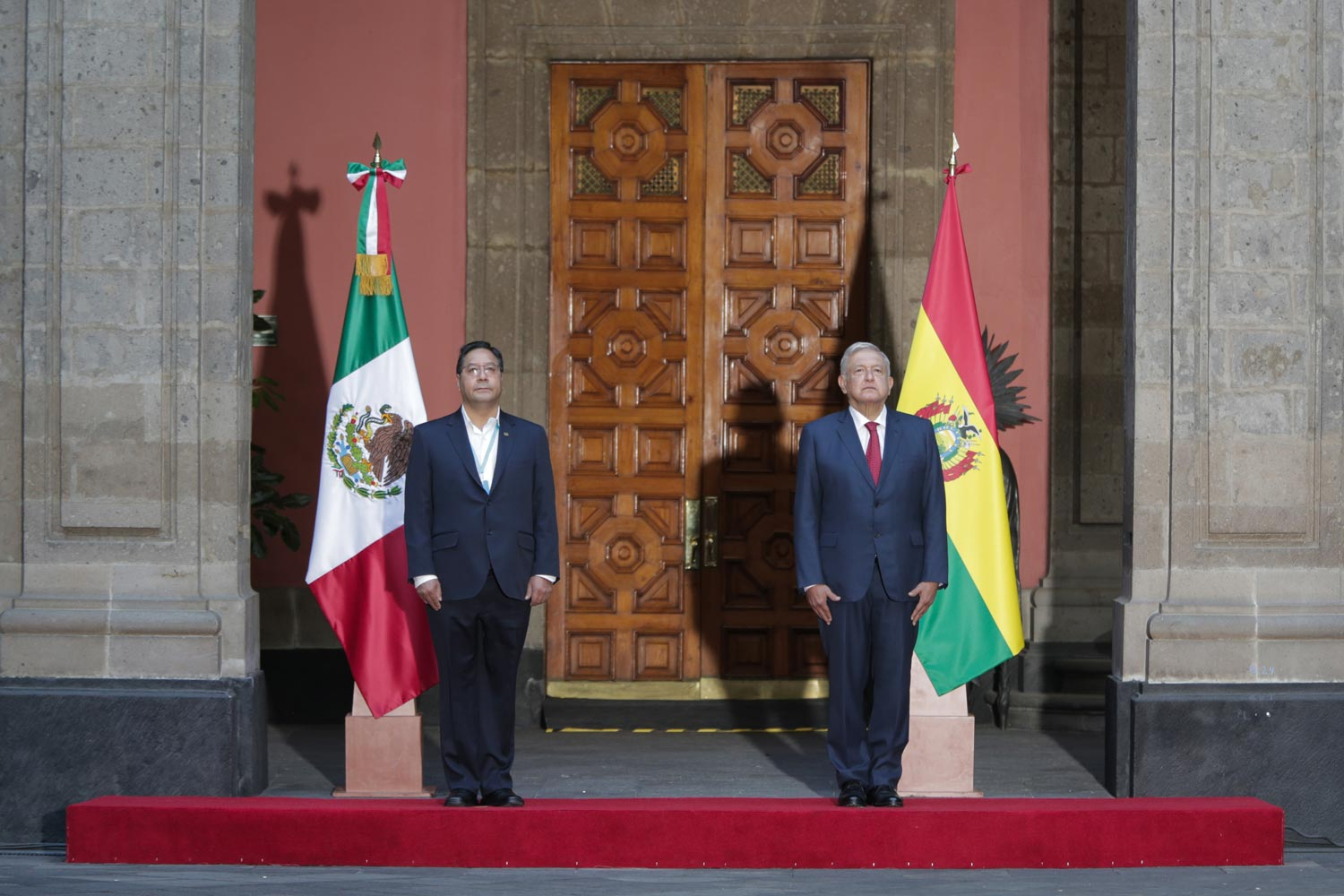
Arce e Andrés Manuel López Obrador em sua primeira visita internacional na Cidade do México, 24 de março de 2021.

A convite do então presidente mexicano Andrés Manuel López Obrador, Arce fez sua primeira visita internacional ao México em 23 de março de 2021, com os atos oficiais ocorrendo no dia seguinte. Ao chegar, os dois presidentes anunciaram a retomada das relações bilaterais, suspensas de fato sob o governo Áñez, em razão do asilo concedido a Evo Morales. Arce declarou estar feliz por “voltar ao país não mais como refugiado”. Na agenda bilateral de 22 pontos, destacou-se o acesso regional a medicamentos e vacinas contra a COVID-19. Também foi discutida a integração por meio da CELAC. Os governos anunciaram um acordo para eliminar a exigência de visto para bolivianos entrarem no México a partir de 24 de maio. Outros temas tratados incluíram cooperação científica, comércio, investimentos e fortalecimento dos laços culturais. Em declaração conjunta, Arce e López Obrador também condenaram a interferência da OEA nos assuntos internos dos países-membros, referindo-se ao papel da organização na crise de 2019 que culminou na renúncia de Morales.

#### Paraguai
Em 14 de junho de 2022, Arce participou de um evento em Villamontes em homenagem ao 87º aniversário do armistício da Guerra do Chaco entre Bolívia e Paraguai. O evento contou com a presença do presidente paraguaio Mario Abdo Benítez, com quem Arce manteve reuniões bilaterais. Um dos principais temas foi o Corredor Bioceânico, um projeto ferroviário ligando o Porto de Santos, no Brasil, ao Pacífico, via Argentina e Paraguai. Abdo manifestou o desejo de integrar a Bolívia ao projeto e convidou Arce para participar da assinatura do contrato da última etapa da ferrovia. O presidente paraguaio também demonstrou interesse em estender os gasodutos bolivianos até a região metropolitana de Assunção, facilitando a integração econômica entre os dois países.

#### Rússia
Sob Arce, as relações com a Rússia foram fortalecidas. O chanceler russo Sergey Lavrov afirmou que os vínculos "se tornaram visivelmente mais fortes", destacando que, até outubro de 2021, Arce e o presidente Vladimir Putin haviam conversado pelo menos três vezes. Além da cooperação na aquisição das vacinas Sputnik V, empresas russas como a Gazprom e o consórcio estatal Rosatom participaram de obras públicas na Bolívia, incluindo projetos de extração de gás natural, lítio e energia nuclear. Em 6 de março de 2022, Arce inaugurou o Centro de Medicina Nuclear e Radioterapia em El Alto, construído com apoio da Rosatom. Ele expressou sua satisfação por, com o novo instituto, os bolivianos não precisarem mais buscar tratamento contra o câncer no exterior, como ele mesmo fez em 2017. Com capacidade para atender 36 mil pacientes por ano, Arce afirmou que o centro contribuiria para a "soberania médica" da Bolívia. Com a invasão da Ucrânia pela Rússia em fevereiro de 2022, a Bolívia foi um dos poucos países latino-americanos, ao lado de Cuba, Nicarágua e Venezuela, que se recusaram a condenar a ação russa. O governo boliviano adotou uma posição de neutralidade, reafirmando o caráter "pacifista" do Estado e apelando por soluções político-diplomáticas.
Quando a Rússia invadiu a Ucrânia em fevereiro de 2022, a Bolívia foi apontada como um dos poucos países latino-americanos, ao lado de Cuba, Nicarágua e Venezuela, que se recusaram a condenar as ações russas. A administração de Arce, por meio do Ministério das Relações Exteriores, manteve uma posição neutra, reafirmando o caráter do país como um "Estado pacifista" e conclamando as partes envolvidas no conflito a "buscar soluções político-diplomáticas para a paz".
A Bolívia foi um dos 35 países, e o único da América do Sul, a se abster de votar em uma resolução das Nações Unidas que condenava a Rússia, uma decisão amplamente criticada pela oposição. O ex-presidente Jorge Quiroga lamentou a postura do governo Arce, classificando-a como uma "ignomínia internacional" que transforma a Bolívia em um "pária diplomático".
Em sua primeira declaração direta sobre o tema, Arce limitou-se a afirmar que a guerra na Ucrânia afetaria os mercados internacionais e que o governo tomaria medidas para mitigar esse impacto. Posteriormente, ele justificou a política de abstenção da Bolívia em relação à Rússia dizendo que isso permitiu ao país evitar uma "inflação galopante [e] escassez de alimentos". Arce acrescentou que essa postura demonstra que a Bolívia é "um país soberano, não alinhado aos interesses do imperialismo", ao qual atribuiu a responsabilidade pelo início do conflito.

## Tentativa de golpe de Estado em 2024
Em 26 de junho de 2024, o presidente Luis Arce foi alvo de uma tentativa de golpe militar protagonizada pelas Forças Armadas da Bolívia. Tanques foram posicionados na Praça Murillo, local onde se concentram os poderes Executivo e Legislativo do país, e, em questão de minutos, soldados invadiram o Palácio do Governo. Arce confrontou pessoalmente o general Juan José Zúñiga dentro do próprio palácio presidencial, em uma cena que rapidamente ganhou repercussão nacional e internacional.

## Relações com Morales
Desde o final de 2021, Evo Morales e Luis Arce travam uma disputa interna na Bolívia, com Morales passando a criticar abertamente seu outrora "herdeiro político". Em 2024, Morales liderou uma mobilização popular intitulada "Marcha para Salvar a Bolívia", enviando diversos “ultimatos” ao presidente e líder atual do seu partido. Em declarações públicas, Morales chegou a afirmar que "errou ao nomear Lucho (Arce) presidente", acusando-o de ter "afundado a Bolívia numa crise econômica".
Marchas organizadas por membros da facção evista do Movimento ao Socialismo (MAS) passaram a tomar as ruas do país em protesto. Em resposta, Arce descreveu os atos como uma tentativa de golpe de Estado. Seus apoiadores, temendo uma invasão da facção contrária, se armaram com pedaços de madeira e escudos improvisados, montando barricadas na Plaza Murillo sede do governo boliviano, para proteger a sede do governo.
Durante essas manifestações, Arce declarou que "não cairia nas provocações de uma guerra civil", assegurando que seu governo não entraria em confronto direto com os manifestantes. "Para que haja uma guerra civil, são necessárias pelo menos duas frentes antagônicas, e esse prazer nós não lhes daremos", afirmou o presidente em um discurso televisionado.

## Vida pessoal
Arce foi casado com Jéssica Mosqueira, com quem teve três filhos: Luis Marcelo, Rafael Ernesto e Camila Daniela. Sua segunda esposa é Lourdes Brígida Durán Romero. Ela é a primeira Primeira-Dama da Bolívia a ser esposa do presidente desde 2006. Evo Morales nunca se casou, tendo sua irmã, Esther Morales, atuado como Primeira-Dama, enquanto o marido de Jeanine Áñez, Héctor Hernando Hincapié Carvajal, ocupou o cargo de Primeiro-Cavalheiro. Arce é fluente em inglês e também em português.